# Quân hàm và phù hiệu Lực lượng Hải quân NATO
 
Mỗi cấp bậc sĩ quan trong hải quân của các quốc gia NATO có thể được so sánh với các cấp bậc sử dụng trong các quốc gia NATO khác, theo thang xếp hạng tiêu chuẩn hóa của NATO. Điều này rất hữu ích, ví dụ, trong việc thiết lập thâm niên giữa các sĩ quan phục vụ cùng nhau trong các cơ cấu chỉ huy đa quốc gia.
Các cấp bậc, được đánh số tiền tố là OF - (sĩ quan) và WO - (quân nhân chuyên nghiệp), OR - (hạ sĩ quan) được xác định trong tài liệu STANAG 2116, còn được biết đến với tên gọi chính thức là Mã NATO về cấp bậc quân nhân.
Nhiều lực lượng hải quân sử dụng hai cấp bậc riêng biệt trong cấp OF-1. Những cấp bậc cụ thể này, thường được gọi là OF-1a (cấp cao) và OF-1b (cấp thấp), thay đổi theo từng quốc gia.

## Sĩ quan (OF-1 – 10)
| Mã NATO                             | OF-10                                          | OF-10                                          | OF-9                                               | OF-9                                         | OF-8                  | OF-8                  | OF-7                          | OF-7                          | OF-6                              | OF-6                              | OF-5                                                                    | OF-5                                                                    | OF-4                                                                               | OF-4                                               | OF-3                                                                          | OF-3                                                                          | OF-2                                                                                         | OF-2                                                                                         | OF-1                                                                                         | OF-1                                                                                         | OF-1                                                                                         | OF-1                                     | OF-1                                     | OF-1                                     | OF(D)                                 | OF(D)                                 | OF(D)                                 | OF(D)                                 | OF(D)                                 | OF(D)                                 | Học viên sĩ quan                                   | Học viên sĩ quan                                   | Học viên sĩ quan                                   | Học viên sĩ quan                                   | Học viên sĩ quan                                   | Học viên sĩ quan                                   |
| Nhóm cấp bậc                        | Cấp tướng                                      | Cấp tướng                                      | Cấp tướng                                          | Cấp tướng                                    | Cấp tướng             | Cấp tướng             | Cấp tướng                     | Cấp tướng                     | Cấp tướng                         | Cấp tướng                         | Cấp tá                                                                  | Cấp tá                                                                  | Cấp tá                                                                             | Cấp tá                                             | Cấp tá                                                                        | Cấp tá                                                                        | Cấp úy                                                                                       | Cấp úy                                                                                       | Cấp úy                                                                                       | Cấp úy                                                                                       | Cấp úy                                                                                       | Cấp úy                                   | Cấp úy                                   | Cấp úy                                   | Ứng viên sĩ quan                      | Ứng viên sĩ quan                      | Ứng viên sĩ quan                      | Ứng viên sĩ quan                      | Ứng viên sĩ quan                      | Ứng viên sĩ quan                      | Ứng viên sĩ quan                                   | Ứng viên sĩ quan                                   | Ứng viên sĩ quan                                   | Ứng viên sĩ quan                                   | Ứng viên sĩ quan                                   | Ứng viên sĩ quan                                   |
| ----------------------------------- | ---------------------------------------------- | ---------------------------------------------- | -------------------------------------------------- | -------------------------------------------- | --------------------- | --------------------- | ----------------------------- | ----------------------------- | --------------------------------- | --------------------------------- | ----------------------------------------------------------------------- | ----------------------------------------------------------------------- | ---------------------------------------------------------------------------------- | -------------------------------------------------- | ----------------------------------------------------------------------------- | ----------------------------------------------------------------------------- | -------------------------------------------------------------------------------------------- | -------------------------------------------------------------------------------------------- | -------------------------------------------------------------------------------------------- | -------------------------------------------------------------------------------------------- | -------------------------------------------------------------------------------------------- | ---------------------------------------- | ---------------------------------------- | ---------------------------------------- | ------------------------------------- | ------------------------------------- | ------------------------------------- | ------------------------------------- | ------------------------------------- | ------------------------------------- | -------------------------------------------------- | -------------------------------------------------- | -------------------------------------------------- | -------------------------------------------------- | -------------------------------------------------- | -------------------------------------------------- |
| Hải quân Albania ·                  | Không có tương đương                           | Không có tương đương                           | Không có tương đương                               | Không có tương đương                         |                       |                       |                               |                               |                                   |                                   |                                                                         |                                                                         |                                                                                    |                                                    |                                                                               |                                                                               |                                                                                              |                                                                                              |                                                                                              |                                                                                              |                                                                                              |                                          |                                          |                                          | Không có tương đương                  | Không có tương đương                  | Không có tương đương                  | Không có tương đương                  | Không có tương đương                  | Không có tương đương                  | Không có tương đương                               | Không có tương đương                               | Không có tương đương                               | Không có tương đương                               | Không có tương đương                               | Không có tương đương                               |
| Hải quân Albania ·                  | Không có tương đương                           | Không có tương đương                           | Không có tương đương                               | Không có tương đương                         | Admiral               | Admiral               | Nënadmiral                    | Nënadmiral                    | Kundëradmiral                     | Kundëradmiral                     | Kapiten rangut I                                                        | Kapiten rangut I                                                        | Kapiten rangut II                                                                  | Kapiten rangut II                                  | Kapiten rangut III                                                            | Kapiten rangut III                                                            | Kapiten                                                                                      | Kapiten                                                                                      | Toger                                                                                        | Toger                                                                                        | Toger                                                                                        | Nëntoger                                 | Nëntoger                                 | Nëntoger                                 | Không có tương đương                  | Không có tương đương                  | Không có tương đương                  | Không có tương đương                  | Không có tương đương                  | Không có tương đương                  | Không có tương đương                               | Không có tương đương                               | Không có tương đương                               | Không có tương đương                               | Không có tương đương                               | Không có tương đương                               |
| Hải quân Albania ·                  | Không có tương đương                           | Không có tương đương                           | Không có tương đương                               | Không có tương đương                         | Đô đốc                | Đô đốc                | Phó đô đốc                    | Phó đô đốc                    | Đô đốc phụ tá                     | Đô đốc phụ tá                     | Thuyền trưởng hạng I                                                    | Thuyền trưởng hạng I                                                    | Thuyền trưởng hạng II                                                              | Thuyền trưởng hạng II                              | Thuyền trưởng hạng III                                                        | Thuyền trưởng hạng III                                                        | Thuyền trưởng                                                                                | Thuyền trưởng                                                                                | Trung úy / Thuyền phó                                                                        | Trung úy / Thuyền phó                                                                        | Trung úy / Thuyền phó                                                                        | Phó trung úy / Thuyền phó bậc thấp       | Phó trung úy / Thuyền phó bậc thấp       | Phó trung úy / Thuyền phó bậc thấp       | Không có tương đương                  | Không có tương đương                  | Không có tương đương                  | Không có tương đương                  | Không có tương đương                  | Không có tương đương                  | Không có tương đương                               | Không có tương đương                               | Không có tương đương                               | Không có tương đương                               | Không có tương đương                               | Không có tương đương                               |
| Hải quân Bỉ ·                       | Không có tương đương                           | Không có tương đương                           |                                                    |                                              |                       |                       |                               |                               |                                   |                                   |                                                                         |                                                                         |                                                                                    |                                                    |                                                                               |                                                                               |                                                                                              |                                                                                              |                                                                                              |                                                                                              |                                                                                              |                                          |                                          |                                          | Không có tương đương                  | Không có tương đương                  | Không có tương đương                  | Không có tương đương                  | Không có tương đương                  | Không có tương đương                  | Không có tương đương                               | Không có tương đương                               | Không có tương đương                               | Không có tương đương                               | Không có tương đương                               | Không có tương đương                               |
| Hải quân Bỉ ·                       | Không có tương đương                           | Không có tương đương                           | Admiraal                                           | Admiraal                                     | Vice-admiraal         | Vice-admiraal         | Divisieadmiraal               | Divisieadmiraal               | Flottieljeadmiraal                | Flottieljeadmiraal                | Kapitein-ter-zee                                                        | Kapitein-ter-zee                                                        | Fregatkapitein                                                                     | Fregatkapitein                                     | Korvetkapitein                                                                | Luitenant-ter-zee 1ste klasse                                                 | Luitenant-ter-zee                                                                            | Luitenant-ter-zee                                                                            | Vaandrig-ter-zee                                                                             | Vaandrig-ter-zee                                                                             | Vaandrig-ter-zee                                                                             | Vaandrig-ter-zee 2de klasse              | Vaandrig-ter-zee 2de klasse              | Vaandrig-ter-zee 2de klasse              | Không có tương đương                  | Không có tương đương                  | Không có tương đương                  | Không có tương đương                  | Không có tương đương                  | Không có tương đương                  | Không có tương đương                               | Không có tương đương                               | Không có tương đương                               | Không có tương đương                               | Không có tương đương                               | Không có tương đương                               |
| Hải quân Bỉ ·                       | Không có tương đương                           | Không có tương đương                           | Amiral                                             | Amiral                                       | Vice-amiral           | Vice-amiral           | Amiral de division            | Amiral de division            | Amiral de flottille               | Amiral de flottille               | Capitaine de vaisseau                                                   | Capitaine de vaisseau                                                   | Capitaine de frégate                                                               | Capitaine de frégate                               | Capitaine de corvette                                                         | Lieutenant de vaisseau de 1re classe                                          | Lieutenant de vaisseau                                                                       | Lieutenant de vaisseau                                                                       | Enseigne de vaisseau                                                                         | Enseigne de vaisseau                                                                         | Enseigne de vaisseau                                                                         | Enseigne de vaisseau de 2e classe        | Enseigne de vaisseau de 2e classe        | Enseigne de vaisseau de 2e classe        | Không có tương đương                  | Không có tương đương                  | Không có tương đương                  | Không có tương đương                  | Không có tương đương                  | Không có tương đương                  | Không có tương đương                               | Không có tương đương                               | Không có tương đương                               | Không có tương đương                               | Không có tương đương                               | Không có tương đương                               |
| Hải quân Bỉ ·                       | Không có tương đương                           | Không có tương đương                           | Admiral                                            | Admiral                                      | Vizeadmiral           | Vizeadmiral           | Divisionsadmiral              | Divisionsadmiral              | Flotillenadmiral                  | Flotillenadmiral                  | Kapitän zur See                                                         | Kapitän zur See                                                         | Fregattenkapitän                                                                   | Fregattenkapitän                                   | Korvettenkapitän                                                              | Linienschiffsleutnant 1. klasse                                               | Linienschiffsleutnant                                                                        | Linienschiffsleutnant                                                                        | Seefahnrich                                                                                  | Seefahnrich                                                                                  | Seefahnrich                                                                                  | Seefahnrich 2. klasse                    | Seefahnrich 2. klasse                    | Seefahnrich 2. klasse                    | Không có tương đương                  | Không có tương đương                  | Không có tương đương                  | Không có tương đương                  | Không có tương đương                  | Không có tương đương                  | Không có tương đương                               | Không có tương đương                               | Không có tương đương                               | Không có tương đương                               | Không có tương đương                               | Không có tương đương                               |
| Hải quân Bỉ ·                       | Không có tương đương                           | Không có tương đương                           | Đô đốc                                             | Đô đốc                                       | Phó đô đốc            | Phó đô đốc            | Đô đốc hải đoàn               | Đô đốc hải đoàn               | Đô đốc hải đội                    | Đô đốc hải đội                    | Hạm trưởng hải quân                                                     | Hạm trưởng hải quân                                                     | Thuyền trưởng tàu frigate                                                          | Thuyền trưởng tàu frigate                          | Thuyền trưởng tàu corvette                                                    | Trung úy hải quân hạng 1                                                      | Trung úy hải quân                                                                            | Trung úy hải quân                                                                            | Hiệu kỳ hải quân                                                                             | Hiệu kỳ hải quân                                                                             | Hiệu kỳ hải quân                                                                             | Hiệu kỳ hải quân hạng 2                  | Hiệu kỳ hải quân hạng 2                  | Hiệu kỳ hải quân hạng 2                  | Không có tương đương                  | Không có tương đương                  | Không có tương đương                  | Không có tương đương                  | Không có tương đương                  | Không có tương đương                  | Không có tương đương                               | Không có tương đương                               | Không có tương đương                               | Không có tương đương                               | Không có tương đương                               | Không có tương đương                               |
| Hải quân Bulgaria ·                 | Không có tương đương                           | Không có tương đương                           |                                                    |                                              |                       |                       |                               |                               |                                   |                                   |                                                                         |                                                                         |                                                                                    |                                                    |                                                                               |                                                                               |                                                                                              |                                                                                              |                                                                                              |                                                                                              |                                                                                              |                                          |                                          |                                          | Không có tương đương                  | Không có tương đương                  | Không có tương đương                  | Không có tương đương                  | Không có tương đương                  | Không có tương đương                  | Không có tương đương                               | Không có tương đương                               | Không có tương đương                               | Không có tương đương                               | Không có tương đương                               | Không có tương đương                               |
| Hải quân Bulgaria ·                 | Không có tương đương                           | Không có tương đương                           | Адмирал                                            | Адмирал                                      | Вицеадмирал           | Вицеадмирал           | Контраадмирал                 | Контраадмирал                 | Флотилен адмирал                  | Флотилен адмирал                  | Капитан I ранг                                                          | Капитан I ранг                                                          | Капитан II ранг                                                                    | Капитан II ранг                                    | Капитан III ранг                                                              | Капитан III ранг                                                              | Капитан-лейтенант                                                                            | Капитан-лейтенант                                                                            | Старши лейтенант                                                                             | Старши лейтенант                                                                             | Старши лейтенант                                                                             | Лейтенант                                | Лейтенант                                | Лейтенант                                | Không có tương đương                  | Không có tương đương                  | Không có tương đương                  | Không có tương đương                  | Không có tương đương                  | Không có tương đương                  | Không có tương đương                               | Không có tương đương                               | Không có tương đương                               | Không có tương đương                               | Không có tương đương                               | Không có tương đương                               |
| Hải quân Bulgaria ·                 | Không có tương đương                           | Không có tương đương                           | Admiral                                            | Admiral                                      | Vitseadmiral          | Vitseadmiral          | Kontraadmiral                 | Kontraadmiral                 | Flotilen admiral                  | Flotilen admiral                  | Kapitan I rang                                                          | Kapitan I rang                                                          | Kapitan II rang                                                                    | Kapitan II rang                                    | Kapitan III rang                                                              | Kapitan III rang                                                              | Kapitan-leytenant                                                                            | Kapitan-leytenant                                                                            | Starshi leĭtenant                                                                            | Starshi leĭtenant                                                                            | Starshi leĭtenant                                                                            | Leytenant                                | Leytenant                                | Leytenant                                | Không có tương đương                  | Không có tương đương                  | Không có tương đương                  | Không có tương đương                  | Không có tương đương                  | Không có tương đương                  | Không có tương đương                               | Không có tương đương                               | Không có tương đương                               | Không có tương đương                               | Không có tương đương                               | Không có tương đương                               |
| Hải quân Bulgaria ·                 | Không có tương đương                           | Không có tương đương                           | Đô đốc                                             | Đô đốc                                       | Phó đô đốc            | Phó đô đốc            | Đô đốc phụ tá                 | Đô đốc phụ tá                 | Đô đốc hải đội                    | Đô đốc hải đội                    | Thuyền trưởng hạng I                                                    | Thuyền trưởng hạng I                                                    | Thuyền trưởng hạng II                                                              | Thuyền trưởng hạng II                              | Thuyền trưởng hạng III                                                        | Thuyền trưởng hạng III                                                        | Thuyền phó                                                                                   | Thuyền phó                                                                                   | Thượng úy                                                                                    | Thượng úy                                                                                    | Thượng úy                                                                                    | Trung úy                                 | Trung úy                                 | Trung úy                                 | Không có tương đương                  | Không có tương đương                  | Không có tương đương                  | Không có tương đương                  | Không có tương đương                  | Không có tương đương                  | Không có tương đương                               | Không có tương đương                               | Không có tương đương                               | Không có tương đương                               | Không có tương đương                               | Không có tương đương                               |
| Hải quân Hoàng gia Canada ·         | Không có tương đương                           | Không có tương đương                           |                                                    |                                              |                       |                       |                               |                               |                                   |                                   |                                                                         |                                                                         |                                                                                    |                                                    |                                                                               |                                                                               |                                                                                              |                                                                                              |                                                                                              |                                                                                              |                                                                                              |                                          |                                          |                                          |                                       |                                       |                                       |                                       |                                       |                                       | Không có tương đương                               | Không có tương đương                               | Không có tương đương                               | Không có tương đương                               | Không có tương đương                               | Không có tương đương                               |
| Hải quân Hoàng gia Canada ·         | Không có tương đương                           | Không có tương đương                           | Admiral                                            | Admiral                                      | Vice-admiral          | Vice-admiral          | Rear-admiral                  | Rear-admiral                  | Commodore                         | Commodore                         | Captain (N)                                                             | Captain (N)                                                             | Commander                                                                          | Commander                                          | Lieutenant-commander                                                          | Lieutenant-commander                                                          | Lieutenant (N)                                                                               | Lieutenant (N)                                                                               | Sub-lieutenant                                                                               | Sub-lieutenant                                                                               | Sub-lieutenant                                                                               | Acting sub-lieutenant                    | Acting sub-lieutenant                    | Acting sub-lieutenant                    | Naval cadet                           | Naval cadet                           | Naval cadet                           | Naval cadet                           | Naval cadet                           | Naval cadet                           | Không có tương đương                               | Không có tương đương                               | Không có tương đương                               | Không có tương đương                               | Không có tương đương                               | Không có tương đương                               |
| Hải quân Hoàng gia Canada ·         | Không có tương đương                           | Không có tương đương                           | Amiral(e)                                          | Amiral(e)                                    | Vice-amiral(e)        | Vice-amiral(e)        | Contre-amiral(e)              | Contre-amiral(e)              | Commodore                         | Commodore                         | Capitaine de vaisseau                                                   | Capitaine de vaisseau                                                   | Capitaine de frégate                                                               | Capitaine de frégate                               | Capitaine de corvette                                                         | Capitaine de corvette                                                         | Lieutenant(e) de vaisseau                                                                    | Lieutenant(e) de vaisseau                                                                    | Enseigne de vaisseau de 1re classe                                                           | Enseigne de vaisseau de 1re classe                                                           | Enseigne de vaisseau de 1re classe                                                           | Enseigne de vaisseau de 2e classe        | Enseigne de vaisseau de 2e classe        | Enseigne de vaisseau de 2e classe        | Aspirant(e) de marine                 | Aspirant(e) de marine                 | Aspirant(e) de marine                 | Aspirant(e) de marine                 | Aspirant(e) de marine                 | Aspirant(e) de marine                 | Không có tương đương                               | Không có tương đương                               | Không có tương đương                               | Không có tương đương                               | Không có tương đương                               | Không có tương đương                               |
| Hải quân Hoàng gia Canada ·         | Không có tương đương                           | Không có tương đương                           | Đô đốc                                             | Đô đốc                                       | Phó đô đốc            | Phó đô đốc            | Chuẩn đô đốc                  | Chuẩn đô đốc                  | Đề đốc                            | Đề đốc                            | Thuyền trưởng                                                           | Thuyền trưởng                                                           | Chỉ huy                                                                            | Chỉ huy                                            | Chỉ huy phó                                                                   | Chỉ huy phó                                                                   | Thuyền phó                                                                                   | Thuyền phó                                                                                   | Thiếu úy                                                                                     | Thiếu úy                                                                                     | Thiếu úy                                                                                     | Quyền thiếu úy                           | Quyền thiếu úy                           | Quyền thiếu úy                           | Ứng viên sĩ quan hải quân             | Ứng viên sĩ quan hải quân             | Ứng viên sĩ quan hải quân             | Ứng viên sĩ quan hải quân             | Ứng viên sĩ quan hải quân             | Ứng viên sĩ quan hải quân             | Không có tương đương                               | Không có tương đương                               | Không có tương đương                               | Không có tương đương                               | Không có tương đương                               | Không có tương đương                               |
| Hải quân Hoàng gia Canada ·         | Không có tương đương                           | Không có tương đương                           | Đô đốc                                             | Đô đốc                                       | Phó đô đốc            | Phó đô đốc            | Đô đốc phụ tá                 | Đô đốc phụ tá                 | Đề đốc                            | Đề đốc                            | Thuyền trưởng tàu vaisseau                                              | Thuyền trưởng tàu vaisseau                                              | Thuyền trưởng tàu frigate                                                          | Thuyền trưởng tàu frigate                          | Thuyền trưởng tàu corvette                                                    | Thuyền trưởng tàu corvette                                                    | Thuyền phó tàu vaisseau                                                                      | Thuyền phó tàu vaisseau                                                                      | Hiệu kì hạng 1 tàu vaisseau                                                                  | Hiệu kì hạng 1 tàu vaisseau                                                                  | Hiệu kì hạng 1 tàu vaisseau                                                                  | Hiệu kì hạng 2 tàu vaisseau              | Hiệu kì hạng 2 tàu vaisseau              | Hiệu kì hạng 2 tàu vaisseau              | Ứng viên sĩ quan hải quân             | Ứng viên sĩ quan hải quân             | Ứng viên sĩ quan hải quân             | Ứng viên sĩ quan hải quân             | Ứng viên sĩ quan hải quân             | Ứng viên sĩ quan hải quân             | Không có tương đương                               | Không có tương đương                               | Không có tương đương                               | Không có tương đương                               | Không có tương đương                               | Không có tương đương                               |
| Hải quân Croatia ·                  |                                                |                                                |                                                    |                                              |                       |                       |                               |                               |                                   |                                   |                                                                         |                                                                         |                                                                                    |                                                    |                                                                               |                                                                               |                                                                                              |                                                                                              |                                                                                              |                                                                                              |                                                                                              |                                          |                                          |                                          | Không có tương đương                  | Không có tương đương                  | Không có tương đương                  | Không có tương đương                  | Không có tương đương                  | Không có tương đương                  | Không có tương đương                               | Không có tương đương                               | Không có tương đương                               | Không có tương đương                               | Không có tương đương                               | Không có tương đương                               |
| Hải quân Croatia ·                  | Admiral flote                                  | Admiral flote                                  | Admiral                                            | Admiral                                      | Viceadmiral           | Viceadmiral           | Kontraadmiral                 | Kontraadmiral                 | Komodor                           | Komodor                           | Kapetan bojnog broda                                                    | Kapetan bojnog broda                                                    | Kapetan fregate                                                                    | Kapetan fregate                                    | Kapetan korvete                                                               | Kapetan korvete                                                               | Poručnik bojnog broda                                                                        | Poručnik bojnog broda                                                                        | Poručnik fregate                                                                             | Poručnik fregate                                                                             | Poručnik fregate                                                                             | Poručnik korvete                         | Poručnik korvete                         | Poručnik korvete                         | Không có tương đương                  | Không có tương đương                  | Không có tương đương                  | Không có tương đương                  | Không có tương đương                  | Không có tương đương                  | Không có tương đương                               | Không có tương đương                               | Không có tương đương                               | Không có tương đương                               | Không có tương đương                               | Không có tương đương                               |
| Hải quân Croatia ·                  | Đô đốc hạm đội                                 | Đô đốc hạm đội                                 | Đô đốc                                             | Đô đốc                                       | Phó đô đốc            | Phó đô đốc            | Đô đốc phụ tá                 | Đô đốc phụ tá                 | Đề đốc                            | Đề đốc                            | Thuyền trưởng tàu chiến tuyến                                           | Thuyền trưởng tàu chiến tuyến                                           | Thuyền trưởng tuần phòng hạm                                                       | Thuyền trưởng tuần phòng hạm                       | Thuyền trưởng hộ vệ hạm                                                       | Thuyền trưởng hộ vệ hạm                                                       | Thuyền phó tàu chiến tuyến                                                                   | Thuyền phó tàu chiến tuyến                                                                   | Thuyền phó tuần phòng hạm                                                                    | Thuyền phó tuần phòng hạm                                                                    | Thuyền phó tuần phòng hạm                                                                    | Thuyền phó hộ vệ hạm                     | Thuyền phó hộ vệ hạm                     | Thuyền phó hộ vệ hạm                     | Không có tương đương                  | Không có tương đương                  | Không có tương đương                  | Không có tương đương                  | Không có tương đương                  | Không có tương đương                  | Không có tương đương                               | Không có tương đương                               | Không có tương đương                               | Không có tương đương                               | Không có tương đương                               | Không có tương đương                               |
| Cộng hòa Séc                        | Không có hải quân                              | Không có hải quân                              | Không có hải quân                                  | Không có hải quân                            | Không có hải quân     | Không có hải quân     | Không có hải quân             | Không có hải quân             | Không có hải quân                 | Không có hải quân                 | Không có hải quân                                                       | Không có hải quân                                                       | Không có hải quân                                                                  | Không có hải quân                                  | Không có hải quân                                                             | Không có hải quân                                                             | Không có hải quân                                                                            | Không có hải quân                                                                            | Không có hải quân                                                                            | Không có hải quân                                                                            | Không có hải quân                                                                            | Không có hải quân                        | Không có hải quân                        | Không có hải quân                        | Không có hải quân                     | Không có hải quân                     | Không có hải quân                     | Không có hải quân                     | Không có hải quân                     | Không có hải quân                     | Không có hải quân                                  | Không có hải quân                                  | Không có hải quân                                  | Không có hải quân                                  | Không có hải quân                                  | Không có hải quân                                  |
| Hải quân Hoàng gia Đan Mạch ·       | Không có tương đương                           | Không có tương đương                           |                                                    |                                              |                       |                       |                               |                               |                                   |                                   |                                                                         |                                                                         |                                                                                    |                                                    |                                                                               |                                                                               |                                                                                              |                                                                                              |                                                                                              |                                                                                              |                                                                                              |                                          |                                          |                                          | Không có tương đương                  | Không có tương đương                  | Không có tương đương                  | Không có tương đương                  | Không có tương đương                  | Không có tương đương                  | Không có tương đương                               | Không có tương đương                               | Không có tương đương                               | Không có tương đương                               | Không có tương đương                               | Không có tương đương                               |
| Hải quân Hoàng gia Đan Mạch ·       | Không có tương đương                           | Không có tương đương                           | Admiral                                            | Admiral                                      | Viceadmiral           | Viceadmiral           | Kontreadmiral                 | Kontreadmiral                 | Flotilleadmiral                   | Flotilleadmiral                   | Kommandør                                                               | Kommandør                                                               | Kommandørkaptajn                                                                   | Kommandørkaptajn                                   | Orlogskaptajn                                                                 | Orlogskaptajn                                                                 | Kaptajnløjtnant                                                                              | Kaptajnløjtnant                                                                              | Premierløjtnant                                                                              | Premierløjtnant                                                                              | Premierløjtnant                                                                              | Løjtnant                                 | Løjtnant                                 | Løjtnant                                 | Không có tương đương                  | Không có tương đương                  | Không có tương đương                  | Không có tương đương                  | Không có tương đương                  | Không có tương đương                  | Không có tương đương                               | Không có tương đương                               | Không có tương đương                               | Không có tương đương                               | Không có tương đương                               | Không có tương đương                               |
| Hải quân Hoàng gia Đan Mạch ·       | Không có tương đương                           | Không có tương đương                           | Đô đốc                                             | Đô đốc                                       | Phó đô đốc            | Phó đô đốc            | Đô đốc phụ tá                 | Đô đốc phụ tá                 | Đô đốc hải đội                    | Đô đốc hải đội                    | Chỉ huy                                                                 | Chỉ huy                                                                 | Thuyền trưởng - chỉ huy                                                            | Thuyền trưởng - chỉ huy                            | Thuyền trưởng chiến đấu                                                       | Thuyền trưởng chiến đấu                                                       | Phó thuyền trưởng                                                                            | Phó thuyền trưởng                                                                            | Thuyền phó thứ nhất                                                                          | Thuyền phó thứ nhất                                                                          | Thuyền phó thứ nhất                                                                          | Thuyền phó                               | Thuyền phó                               | Thuyền phó                               | Không có tương đương                  | Không có tương đương                  | Không có tương đương                  | Không có tương đương                  | Không có tương đương                  | Không có tương đương                  | Không có tương đương                               | Không có tương đương                               | Không có tương đương                               | Không có tương đương                               | Không có tương đương                               | Không có tương đương                               |
| Hải quân Estonia ·                  | Không có tương đương                           | Không có tương đương                           |                                                    |                                              |                       |                       |                               |                               |                                   |                                   |                                                                         |                                                                         |                                                                                    |                                                    |                                                                               |                                                                               |                                                                                              |                                                                                              |                                                                                              |                                                                                              |                                                                                              |                                          |                                          |                                          | Không có tương đương                  | Không có tương đương                  | Không có tương đương                  | Không có tương đương                  | Không có tương đương                  | Không có tương đương                  | Không có tương đương                               | Không có tương đương                               | Không có tương đương                               | Không có tương đương                               | Không có tương đương                               | Không có tương đương                               |
| Hải quân Estonia ·                  | Không có tương đương                           | Không có tương đương                           | Admiral                                            | Admiral                                      | Viitseadmiral         | Viitseadmiral         | Kontradmiral                  | Kontradmiral                  | Kommodoor                         | Kommodoor                         | Mereväekapten                                                           | Mereväekapten                                                           | Kaptenleitnant                                                                     | Kaptenleitnant                                     | Kaptenmajor                                                                   | Kaptenmajor                                                                   | Vanemleitnant                                                                                | Vanemleitnant                                                                                | Leitnant                                                                                     | Leitnant                                                                                     | Nooremleitnant                                                                               | Nooremleitnant                           | Lipnik                                   | Lipnik                                   | Không có tương đương                  | Không có tương đương                  | Không có tương đương                  | Không có tương đương                  | Không có tương đương                  | Không có tương đương                  | Không có tương đương                               | Không có tương đương                               | Không có tương đương                               | Không có tương đương                               | Không có tương đương                               | Không có tương đương                               |
| Hải quân Estonia ·                  | Không có tương đương                           | Không có tương đương                           | Đô đốc                                             | Đô đốc                                       | Phó đô đốc            | Phó đô đốc            | Đô đốc phụ tá                 | Đô đốc phụ tá                 | Đề đốc                            | Đề đốc                            | Hạm trưởng hải quân                                                     | Hạm trưởng hải quân                                                     | Hạm phó                                                                            | Hạm phó                                            | Thuyền trưởng chính                                                           | Thuyền trưởng chính                                                           | Thuyền phó cấp cao                                                                           | Thuyền phó cấp cao                                                                           | Thuyền phó                                                                                   | Thuyền phó                                                                                   | Thuyền phó cấp thấp                                                                          | Thuyền phó cấp thấp                      | Hiệu kỳ                                  | Hiệu kỳ                                  | Không có tương đương                  | Không có tương đương                  | Không có tương đương                  | Không có tương đương                  | Không có tương đương                  | Không có tương đương                  | Không có tương đương                               | Không có tương đương                               | Không có tương đương                               | Không có tương đương                               | Không có tương đương                               | Không có tương đương                               |
| Mã NATO                             | OF-10                                          | OF-10                                          | OF-9                                               | OF-9                                         | OF-8                  | OF-8                  | OF-7                          | OF-7                          | OF-6                              | OF-6                              | OF-5                                                                    | OF-5                                                                    | OF-4                                                                               | OF-4                                               | OF-3                                                                          | OF-3                                                                          | OF-2                                                                                         | OF-2                                                                                         | OF-1                                                                                         | OF-1                                                                                         | OF-1                                                                                         | OF-1                                     | OF-1                                     | OF-1                                     | OF(D)                                 | OF(D)                                 | OF(D)                                 | OF(D)                                 | OF(D)                                 | OF(D)                                 | Học viên sĩ quan                                   | Học viên sĩ quan                                   | Học viên sĩ quan                                   | Học viên sĩ quan                                   | Học viên sĩ quan                                   | Học viên sĩ quan                                   |
| Nhóm cấp bậc                        | Cấp tướng                                      | Cấp tướng                                      | Cấp tướng                                          | Cấp tướng                                    | Cấp tướng             | Cấp tướng             | Cấp tướng                     | Cấp tướng                     | Cấp tướng                         | Cấp tướng                         | Cấp tá                                                                  | Cấp tá                                                                  | Cấp tá                                                                             | Cấp tá                                             | Cấp tá                                                                        | Cấp tá                                                                        | Cấp úy                                                                                       | Cấp úy                                                                                       | Cấp úy                                                                                       | Cấp úy                                                                                       | Cấp úy                                                                                       | Cấp úy                                   | Cấp úy                                   | Cấp úy                                   | Ứng viên sĩ quan                      | Ứng viên sĩ quan                      | Ứng viên sĩ quan                      | Ứng viên sĩ quan                      | Ứng viên sĩ quan                      | Ứng viên sĩ quan                      | Ứng viên sĩ quan                                   | Ứng viên sĩ quan                                   | Ứng viên sĩ quan                                   | Ứng viên sĩ quan                                   | Ứng viên sĩ quan                                   | Ứng viên sĩ quan                                   |
| Hải quân Phần Lan ·                 | Không có tương đương                           | Không có tương đương                           |                                                    |                                              |                       |                       |                               |                               |                                   |                                   |                                                                         |                                                                         |                                                                                    |                                                    |                                                                               |                                                                               |                                                                                              |                                                                                              |                                                                                              |                                                                                              |                                                                                              |                                          |                                          |                                          |                                       |                                       |                                       |                                       |                                       |                                       |                                                    |                                                    |                                                    |                                                    |                                                    |                                                    |
| Hải quân Phần Lan ·                 | Không có tương đương                           | Không có tương đương                           | Amiraali                                           | Amiraali                                     | Vara-amiraali         | Vara-amiraali         | Kontra-amiraali               | Kontra-amiraali               | Lippueamiraali                    | Lippueamiraali                    | Kommodori                                                               | Kommodori                                                               | Komentaja                                                                          | Komentaja                                          | Komentajakapteeni                                                             | Komentajakapteeni                                                             | Kapteeniluutnantti                                                                           | Kapteeniluutnantti                                                                           | Yliluutnantti                                                                                | Yliluutnantti                                                                                | Luutnantti                                                                                   | Luutnantti                               | Aliluutnantti                            | Aliluutnantti                            | Upseerikokelas                        | Upseerikokelas                        | Upseerikokelas                        | Upseerikokelas                        | Upseerikokelas                        | Upseerikokelas                        | Upseerioppilas                                     | Upseerioppilas                                     | Upseerioppilas                                     | Upseerioppilas                                     | Upseerioppilas                                     | Upseerioppilas                                     |
| Hải quân Phần Lan ·                 | Không có tương đương                           | Không có tương đương                           | Amiral                                             | Amiral                                       | Viceamiral            | Viceamiral            | Konteramiral                  | Konteramiral                  | Flottiljamiral                    | Flottiljamiral                    | Kommodor                                                                | Kommodor                                                                | Kommendör                                                                          | Kommendör                                          | Kommendörkapten                                                               | Kommendörkapten                                                               | Kaptenlöjtnant                                                                               | Kaptenlöjtnant                                                                               | Premiärlöjtnant                                                                              | Premiärlöjtnant                                                                              | Löjtnant                                                                                     | Löjtnant                                 | Underlöjtnant                            | Underlöjtnant                            | Officersaspirant                      | Officersaspirant                      | Officersaspirant                      | Officersaspirant                      | Officersaspirant                      | Officersaspirant                      | Officerselev                                       | Officerselev                                       | Officerselev                                       | Officerselev                                       | Officerselev                                       | Officerselev                                       |
| Hải quân Phần Lan ·                 | Không có tương đương                           | Không có tương đương                           | Đô đốc                                             | Đô đốc                                       | Phó đô đốc            | Phó đô đốc            | Đô đốc phụ tá                 | Đô đốc phụ tá                 | Đô đốc hải đội                    | Đô đốc hải đội                    | Đề đốc                                                                  | Đề đốc                                                                  | Chỉ huy                                                                            | Chỉ huy                                            | Hạm trưởng - chỉ huy                                                          | Hạm trưởng - chỉ huy                                                          | Phó hạm trưởng                                                                               | Phó hạm trưởng                                                                               | Thuyền phó cấp cao                                                                           | Thuyền phó cấp cao                                                                           | Thuyền phó                                                                                   | Thuyền phó                               | Thuyền phó cấp thấp                      | Thuyền phó cấp thấp                      | Ứng viên sĩ quan                      | Ứng viên sĩ quan                      | Ứng viên sĩ quan                      | Ứng viên sĩ quan                      | Ứng viên sĩ quan                      | Ứng viên sĩ quan                      | Học viên sĩ quan                                   | Học viên sĩ quan                                   | Học viên sĩ quan                                   | Học viên sĩ quan                                   | Học viên sĩ quan                                   | Học viên sĩ quan                                   |
| Hải quân Pháp ·                     |                                                |                                                |                                                    |                                              |                       |                       |                               |                               |                                   |                                   |                                                                         |                                                                         |                                                                                    |                                                    |                                                                               |                                                                               |                                                                                              |                                                                                              |                                                                                              |                                                                                              |                                                                                              |                                          |                                          |                                          |                                       |                                       |                                       |                                       |                                       |                                       |                                                    |                                                    |                                                    |                                                    |                                                    |                                                    |
| Amiral de France                    | Amiral de France                               | Amiral                                         | Amiral                                             | Vice-amiral d'escadre                        | Vice-amiral d'escadre | Vice-amiral           | Vice-amiral                   | Contre-amiral                 | Contre-amiral                     | Capitaine de vaisseau             | Capitaine de vaisseau                                                   | Capitaine de frégate                                                    | Capitaine de frégate                                                               | Capitaine de corvette                              | Capitaine de corvette                                                         | Lieutenant de vaisseau                                                        | Lieutenant de vaisseau                                                                       | Enseigne de vaisseau de 1re classe                                                           | Enseigne de vaisseau de 1re classe                                                           | Enseigne de vaisseau de 1re classe                                                           | Enseigne de vaisseau de 2e classe                                                            | Enseigne de vaisseau de 2e classe        | Enseigne de vaisseau de 2e classe        | Aspirant                                 | Aspirant                              | Aspirant                              | Aspirant                              | Aspirant                              | Aspirant                              | Élève-officier                        | Élève-officier                                     | Élève-officier                                     | Élève-officier                                     | Élève-officier                                     | Élève-officier                                     |                                                    |
| Đô đốc Hải quân Pháp                | Đô đốc Hải quân Pháp                           | Đô đốc                                         | Đô đốc                                             | Phó đô đốc đội tàu                           | Phó đô đốc đội tàu    | Phó đô đốc            | Phó đô đốc                    | Đô đốc phụ tá                 | Đô đốc phụ tá                     | Thuyền trưởng tàu chiến tuyến     | Thuyền trưởng tàu chiến tuyến                                           | Thuyền trưởng tàu frigate                                               | Thuyền trưởng tàu frigate                                                          | Thuyền trưởng tàu corvette                         | Thuyền trưởng tàu corvette                                                    | Thuyền phó tàu chiến tuyến                                                    | Thuyền phó tàu chiến tuyến                                                                   | Hiệu kỳ tàu chiến tuyến hạng 1                                                               | Hiệu kỳ tàu chiến tuyến hạng 1                                                               | Hiệu kỳ tàu chiến tuyến hạng 1                                                               | Hiệu kỳ tàu chiến tuyến hạng 2                                                               | Hiệu kỳ tàu chiến tuyến hạng 2           | Hiệu kỳ tàu chiến tuyến hạng 2           | Ứng viên sĩ quan                         | Ứng viên sĩ quan                      | Ứng viên sĩ quan                      | Ứng viên sĩ quan                      | Ứng viên sĩ quan                      | Ứng viên sĩ quan                      | Học viên sĩ quan                      | Học viên sĩ quan                                   | Học viên sĩ quan                                   | Học viên sĩ quan                                   | Học viên sĩ quan                                   | Học viên sĩ quan                                   |                                                    |
| Hải quân Đức ·                      | Không có tương đương                           | Không có tương đương                           |                                                    |                                              |                       |                       |                               |                               |                                   |                                   |                                                                         |                                                                         |                                                                                    |                                                    |                                                                               |                                                                               |                                                                                              |                                                                                              |                                                                                              |                                                                                              |                                                                                              |                                          |                                          |                                          |                                       |                                       |                                       |                                       |                                       |                                       | Cầu vai lính thêm ngôi sao vào là học viên sĩ quan | Cầu vai lính thêm ngôi sao vào là học viên sĩ quan | Cầu vai lính thêm ngôi sao vào là học viên sĩ quan | Cầu vai lính thêm ngôi sao vào là học viên sĩ quan | Cầu vai lính thêm ngôi sao vào là học viên sĩ quan | Cầu vai lính thêm ngôi sao vào là học viên sĩ quan |
| Hải quân Đức ·                      | Không có tương đương                           | Không có tương đương                           | Admiral                                            | Admiral                                      | Vizeadmiral           | Vizeadmiral           | Konteradmiral                 | Konteradmiral                 | Flottillenadmiral                 | Flottillenadmiral                 | Kapitän zur See                                                         | Kapitän zur See                                                         | Fregattenkapitän                                                                   | Fregattenkapitän                                   | Korvettenkapitän                                                              | Korvettenkapitän                                                              | Stabskapitänleutnant                                                                         | Kapitänleutnant                                                                              | Oberleutnant zur See                                                                         | Oberleutnant zur See                                                                         | Oberleutnant zur See                                                                         | Leutnant zur See                         | Leutnant zur See                         | Leutnant zur See                         | Oberfähnrich zur See                  | Oberfähnrich zur See                  | Fähnrich zur See                      | Fähnrich zur See                      | Seekadett                             | Seekadett                             | Cầu vai lính thêm ngôi sao vào là học viên sĩ quan | Cầu vai lính thêm ngôi sao vào là học viên sĩ quan | Cầu vai lính thêm ngôi sao vào là học viên sĩ quan | Cầu vai lính thêm ngôi sao vào là học viên sĩ quan | Cầu vai lính thêm ngôi sao vào là học viên sĩ quan | Cầu vai lính thêm ngôi sao vào là học viên sĩ quan |
| Hải quân Đức ·                      | Không có tương đương                           | Không có tương đương                           | Đô đốc                                             | Đô đốc                                       | Phó đô đốc            | Phó đô đốc            | Đô đốc phụ tá                 | Đô đốc phụ tá                 | Đô đốc hải đội                    | Đô đốc hải đội                    | Hạm trưởng hải quân                                                     | Hạm trưởng hải quân                                                     | Thuyền trưởng tàu frigate                                                          | Thuyền trưởng tàu frigate                          | Thuyền trưởng tàu corvette                                                    | Thuyền trưởng tàu corvette                                                    | Thuyền phó tham mưu                                                                          | Thuyền phó                                                                                   | Thượng úy hải quân                                                                           | Thượng úy hải quân                                                                           | Thượng úy hải quân                                                                           | Trung úy hải quân                        | Trung úy hải quân                        | Trung úy hải quân                        | Thượng hiệu kỳ hải quân               | Thượng hiệu kỳ hải quân               | Hiệu kỳ hải quân                      | Hiệu kỳ hải quân                      | Ứng viên sĩ quan hải quân             | Ứng viên sĩ quan hải quân             | Cầu vai lính thêm ngôi sao vào là học viên sĩ quan | Cầu vai lính thêm ngôi sao vào là học viên sĩ quan | Cầu vai lính thêm ngôi sao vào là học viên sĩ quan | Cầu vai lính thêm ngôi sao vào là học viên sĩ quan | Cầu vai lính thêm ngôi sao vào là học viên sĩ quan | Cầu vai lính thêm ngôi sao vào là học viên sĩ quan |
| Hải quân Hy Lạp ·                   | Không có tương đương                           | Không có tương đương                           |                                                    |                                              |                       |                       |                               |                               |                                   |                                   |                                                                         |                                                                         |                                                                                    |                                                    |                                                                               |                                                                               |                                                                                              |                                                                                              |                                                                                              |                                                                                              |                                                                                              |                                          |                                          |                                          |                                       |                                       |                                       |                                       |                                       |                                       | Không có tương đương                               | Không có tương đương                               | Không có tương đương                               | Không có tương đương                               | Không có tương đương                               | Không có tương đương                               |
| Hải quân Hy Lạp ·                   | Không có tương đương                           | Không có tương đương                           | Ναύαρχος                                           | Ναύαρχος                                     | Αντιναύαρχος          | Αντιναύαρχος          | Υποναύαρχος                   | Υποναύαρχος                   | Αρχιπλοίαρχος                     | Αρχιπλοίαρχος                     | Πλοίαρχος                                                               | Πλοίαρχος                                                               | Αντιπλοίαρχος                                                                      | Αντιπλοίαρχος                                      | Πλωτάρχης                                                                     | Πλωτάρχης                                                                     | Υποπλοίαρχος                                                                                 | Υποπλοίαρχος                                                                                 | Ανθυποπλοίαρχος                                                                              | Ανθυποπλοίαρχος                                                                              | Ανθυποπλοίαρχος                                                                              | Σημαιοφόρος                              | Σημαιοφόρος                              | Σημαιοφόρος                              | Σημαιοφόρος Επίκουρος Αξιωματικός     | Σημαιοφόρος Επίκουρος Αξιωματικός     | Σημαιοφόρος Επίκουρος Αξιωματικός     | Σημαιοφόρος Επίκουρος Αξιωματικός     | Σημαιοφόρος Επίκουρος Αξιωματικός     | Σημαιοφόρος Επίκουρος Αξιωματικός     | Không có tương đương                               | Không có tương đương                               | Không có tương đương                               | Không có tương đương                               | Không có tương đương                               | Không có tương đương                               |
| Hải quân Hy Lạp ·                   | Không có tương đương                           | Không có tương đương                           | Navarchos                                          | Navarchos                                    | Antinavarchos         | Antinavarchos         | Yponavarchos                  | Yponavarchos                  | Archiploiarchos                   | Archiploiarchos                   | Ploiarchos                                                              | Ploiarchos                                                              | Antiploiarchos                                                                     | Antiploiarchos                                     | Plotarchis                                                                    | Plotarchis                                                                    | Ypoploiarchos                                                                                | Ypoploiarchos                                                                                | Anthypoploiarchos                                                                            | Anthypoploiarchos                                                                            | Anthypoploiarchos                                                                            | Simaioforos                              | Simaioforos                              | Simaioforos                              | Simaioforos epikouros axiomatikos     | Simaioforos epikouros axiomatikos     | Simaioforos epikouros axiomatikos     | Simaioforos epikouros axiomatikos     | Simaioforos epikouros axiomatikos     | Simaioforos epikouros axiomatikos     | Không có tương đương                               | Không có tương đương                               | Không có tương đương                               | Không có tương đương                               | Không có tương đương                               | Không có tương đương                               |
| Hải quân Hy Lạp ·                   | Không có tương đương                           | Không có tương đương                           | Đô đốc                                             | Đô đốc                                       | Phó đô đốc            | Phó đô đốc            | Phó đô đốc cấp thấp           | Phó đô đốc cấp thấp           | Hạm trưởng chính                  | Hạm trưởng chính                  | Hạm trưởng                                                              | Hạm trưởng                                                              | Hạm phó                                                                            | Hạm phó                                            | Thuyền trưởng                                                                 | Thuyền trưởng                                                                 | Thuyền phó                                                                                   | Thuyền phó                                                                                   | Thuyền phó cấp thấp                                                                          | Thuyền phó cấp thấp                                                                          | Thuyền phó cấp thấp                                                                          | Hiệu kỳ                                  | Hiệu kỳ                                  | Hiệu kỳ                                  | Hiệu kỳ trợ lý sĩ quan                | Hiệu kỳ trợ lý sĩ quan                | Hiệu kỳ trợ lý sĩ quan                | Hiệu kỳ trợ lý sĩ quan                | Hiệu kỳ trợ lý sĩ quan                | Hiệu kỳ trợ lý sĩ quan                | Không có tương đương                               | Không có tương đương                               | Không có tương đương                               | Không có tương đương                               | Không có tương đương                               | Không có tương đương                               |
| Lực lượng Bảo vệ Sông Hungary       | Không có tương đương                           | Không có tương đương                           | Không có tương đương                               | Không có tương đương                         | Không có tương đương  | Không có tương đương  | Không có tương đương          | Không có tương đương          | Không có tương đương              | Không có tương đương              |                                                                         |                                                                         |                                                                                    |                                                    |                                                                               |                                                                               |                                                                                              |                                                                                              |                                                                                              |                                                                                              |                                                                                              |                                          |                                          |                                          | Không có tương đương                  | Không có tương đương                  | Không có tương đương                  | Không có tương đương                  | Không có tương đương                  | Không có tương đương                  | Không có tương đương                               | Không có tương đương                               | Không có tương đương                               | Không có tương đương                               | Không có tương đương                               | Không có tương đương                               |
| Lực lượng Bảo vệ Sông Hungary       | Không có tương đương                           | Không có tương đương                           | Không có tương đương                               | Không có tương đương                         | Không có tương đương  | Không có tương đương  | Không có tương đương          | Không có tương đương          | Không có tương đương              | Không có tương đương              | Ezredes                                                                 | Ezredes                                                                 | Alezredes                                                                          | Alezredes                                          | Őrnagy                                                                        | Őrnagy                                                                        | Százados                                                                                     | Százados                                                                                     | Főhadnagy                                                                                    | Főhadnagy                                                                                    | Főhadnagy                                                                                    | Hadnagy                                  | Hadnagy                                  | Hadnagy                                  | Không có tương đương                  | Không có tương đương                  | Không có tương đương                  | Không có tương đương                  | Không có tương đương                  | Không có tương đương                  | Không có tương đương                               | Không có tương đương                               | Không có tương đương                               | Không có tương đương                               | Không có tương đương                               | Không có tương đương                               |
| Lực lượng Bảo vệ Sông Hungary       | Không có tương đương                           | Không có tương đương                           | Không có tương đương                               | Không có tương đương                         | Không có tương đương  | Không có tương đương  | Không có tương đương          | Không có tương đương          | Không có tương đương              | Không có tương đương              | Lãnh đạo trung đoàn                                                     | Lãnh đạo trung đoàn                                                     | Lãnh đạo trung đoàn cấp thấp                                                       | Lãnh đạo trung đoàn cấp thấp                       | Cố vấn vệ binh                                                                | Cố vấn vệ binh                                                                | Lãnh đạo đội tàu                                                                             | Lãnh đạo đội tàu                                                                             | Cố vấn quân sự trưởng                                                                        | Cố vấn quân sự trưởng                                                                        | Cố vấn quân sự trưởng                                                                        | Cố vấn quân sự                           | Cố vấn quân sự                           | Cố vấn quân sự                           | Không có tương đương                  | Không có tương đương                  | Không có tương đương                  | Không có tương đương                  | Không có tương đương                  | Không có tương đương                  | Không có tương đương                               | Không có tương đương                               | Không có tương đương                               | Không có tương đương                               | Không có tương đương                               | Không có tương đương                               |
| Tuần duyên Iceland ·                | Không có tương đương                           | Không có tương đương                           | Không có tương đương                               | Không có tương đương                         | Không có tương đương  | Không có tương đương  |                               |                               |                                   |                                   |                                                                         |                                                                         |                                                                                    |                                                    |                                                                               |                                                                               |                                                                                              |                                                                                              |                                                                                              |                                                                                              |                                                                                              |                                          |                                          |                                          | Không có tương đương                  | Không có tương đương                  | Không có tương đương                  | Không có tương đương                  | Không có tương đương                  | Không có tương đương                  | Không có tương đương                               | Không có tương đương                               | Không có tương đương                               | Không có tương đương                               | Không có tương đương                               | Không có tương đương                               |
| Tuần duyên Iceland ·                | Không có tương đương                           | Không có tương đương                           | Không có tương đương                               | Không có tương đương                         | Không có tương đương  | Không có tương đương  | Forstjóri Landhelgisgæslunnar | Forstjóri Landhelgisgæslunnar | Framkvæmdastjóri aðgerðasviðs     | Framkvæmdastjóri aðgerðasviðs     | - Framkvæmdastjóri siglingasviðs - Framkvæmdastjóri varnarmálasviðs     | - Framkvæmdastjóri siglingasviðs - Framkvæmdastjóri varnarmálasviðs     | - Flugrekstrarstjóri - Flaggskipherra - Yfirflugstjóri - Tæknistjóri               | - Skipherrar - Flugstjórar - Deildarstjórar        | - Næstráðandi - Yfirstýrimaður - Flugmaður - Yfirvélstjóri                    | - Næstráðandi - Yfirstýrimaður - Flugmaður - Yfirvélstjóri                    | - Yfirmaður eftir 6 ár - Stýrimaður eftir 6 ár - Vélstjóri eftir 6 ár - Flugmaður eftir 6 ár | - Yfirmaður eftir 6 ár - Stýrimaður eftir 6 ár - Vélstjóri eftir 6 ár - Flugmaður eftir 6 ár | - Yfirmaður eftir 2 ár - Stýrimaður eftir 2 ár - Vélstjóri eftir 2 ár - Flugmaður eftir 2 ár | - Yfirmaður eftir 2 ár - Stýrimaður eftir 2 ár - Vélstjóri eftir 2 ár - Flugmaður eftir 2 ár | - Yfirmaður eftir 2 ár - Stýrimaður eftir 2 ár - Vélstjóri eftir 2 ár - Flugmaður eftir 2 ár | Byrjandi í yfirmannastöðu                | Byrjandi í yfirmannastöðu                | Byrjandi í yfirmannastöðu                | Không có tương đương                  | Không có tương đương                  | Không có tương đương                  | Không có tương đương                  | Không có tương đương                  | Không có tương đương                  | Không có tương đương                               | Không có tương đương                               | Không có tương đương                               | Không có tương đương                               | Không có tương đương                               | Không có tương đương                               |
| Tuần duyên Iceland ·                | Không có tương đương                           | Không có tương đương                           | Không có tương đương                               | Không có tương đương                         | Không có tương đương  | Không có tương đương  | Tổng giám đốc Tuần duyên      | Tổng giám đốc Tuần duyên      | Giám đốc điều hành mảng hoạt động | Giám đốc điều hành mảng hoạt động | - Giám đốc điều hành mảng hàng hải - Giám đốc điều hành mảng quốc phòng | - Giám đốc điều hành mảng hàng hải - Giám đốc điều hành mảng quốc phòng | - Giám đốc điều hành hàng không - Thuyền trưởng cờ - Cơ trưởng - Giám đốc kỹ thuật | - Thuyền trưởng - Phi công trưởng - Trưởng bộ phận | - Lãnh đạo cao cấp - Điều hướng viên trưởng - Phi công - Kỹ thuật viên trưởng | - Lãnh đạo cao cấp - Điều hướng viên trưởng - Phi công - Kỹ thuật viên trưởng | - Lãnh đạo 6 năm - Điều hướng viên - Kỹ thuật viên - Phi công                                | - Lãnh đạo 6 năm - Điều hướng viên - Kỹ thuật viên - Phi công                                | - Lãnh đạo 2 năm - Điều hướng viên - Kỹ thuật viên - Phi công                                | - Lãnh đạo 2 năm - Điều hướng viên - Kỹ thuật viên - Phi công                                | - Lãnh đạo 2 năm - Điều hướng viên - Kỹ thuật viên - Phi công                                | Tân lãnh đạo                             | Tân lãnh đạo                             | Tân lãnh đạo                             | Không có tương đương                  | Không có tương đương                  | Không có tương đương                  | Không có tương đương                  | Không có tương đương                  | Không có tương đương                  | Không có tương đương                               | Không có tương đương                               | Không có tương đương                               | Không có tương đương                               | Không có tương đương                               | Không có tương đương                               |
| Hải quân Ý                          | Không có tương đương                           | Không có tương đương                           |                                                    |                                              |                       |                       |                               |                               |                                   |                                   |                                                                         |                                                                         |                                                                                    |                                                    |                                                                               |                                                                               |                                                                                              |                                                                                              |                                                                                              |                                                                                              |                                                                                              |                                          |                                          |                                          |                                       |                                       |                                       |                                       |                                       |                                       | Không có tương đương                               | Không có tương đương                               | Không có tương đương                               | Không có tương đương                               | Không có tương đương                               | Không có tương đương                               |
| Hải quân Ý                          | Không có tương đương                           | Không có tương đương                           | Ammiraglio                                         | Ammiraglio di squadra con incarichi speciali | Ammiraglio di squadra | Ammiraglio di squadra | Ammiraglio di divisione       | Ammiraglio di divisione       | Contrammiraglio                   | Contrammiraglio                   | Capitano di vascello                                                    | Capitano di vascello                                                    | Capitano di fregata                                                                | Capitano di fregata                                | Capitano di corvetta                                                          | Capitano di corvetta                                                          | Tenente di vascello                                                                          | Tenente di vascello                                                                          | Sottotenente di vascello                                                                     | Sottotenente di vascello                                                                     | Sottotenente di vascello                                                                     | Guardiamarina                            | Guardiamarina                            | Guardiamarina                            | Aspirante guardiamarina               | Aspirante guardiamarina               | Aspirante guardiamarina               | Aspirante guardiamarina               | Aspirante guardiamarina               | Aspirante guardiamarina               | Không có tương đương                               | Không có tương đương                               | Không có tương đương                               | Không có tương đương                               | Không có tương đương                               | Không có tương đương                               |
| Hải quân Ý                          | Không có tương đương                           | Không có tương đương                           | Đô đốc                                             | Đô đốc hải quân đoàn với nhiệm vụ đặc biệc   | Đô đốc hải quân đoàn  | Đô đốc hải quân đoàn  | Đô đốc hải đoàn               | Đô đốc hải đoàn               | Đô đốc phụ tá                     | Đô đốc phụ tá                     | Thuyền trưởng tàu chiến tuyến                                           | Thuyền trưởng tàu chiến tuyến                                           | Thuyền trưởng tàu frigate                                                          | Thuyền trưởng tàu frigate                          | Thuyền trưởng tàu corvette                                                    | Thuyền trưởng tàu corvette                                                    | Thuyền phó tàu chiến tuyến                                                                   | Thuyền phó tàu chiến tuyến                                                                   | Thuyền phó bậc thấp tàu chiến tuyến                                                          | Thuyền phó bậc thấp tàu chiến tuyến                                                          | Thuyền phó bậc thấp tàu chiến tuyến                                                          | Vệ binh hải quân                         | Vệ binh hải quân                         | Vệ binh hải quân                         | Ứng viên vệ binh hải quân             | Ứng viên vệ binh hải quân             | Ứng viên vệ binh hải quân             | Ứng viên vệ binh hải quân             | Ứng viên vệ binh hải quân             | Ứng viên vệ binh hải quân             | Không có tương đương                               | Không có tương đương                               | Không có tương đương                               | Không có tương đương                               | Không có tương đương                               | Không có tương đương                               |
| Hải quân Latvia ·                   | Không có tương đương                           | Không có tương đương                           | Không có tương đương                               | Không có tương đương                         |                       |                       |                               |                               |                                   |                                   |                                                                         |                                                                         |                                                                                    |                                                    |                                                                               |                                                                               |                                                                                              |                                                                                              |                                                                                              |                                                                                              |                                                                                              |                                          |                                          |                                          | Không có tương đương                  | Không có tương đương                  | Không có tương đương                  | Không có tương đương                  | Không có tương đương                  | Không có tương đương                  | Không có tương đương                               | Không có tương đương                               | Không có tương đương                               | Không có tương đương                               | Không có tương đương                               | Không có tương đương                               |
| Hải quân Latvia ·                   | Không có tương đương                           | Không có tương đương                           | Không có tương đương                               | Không có tương đương                         | Viceadmirālis         | Viceadmirālis         | Kontradmirālis                | Kontradmirālis                | Flotiles admirālis                | Flotiles admirālis                | Jūras kapteinis                                                         | Jūras kapteinis                                                         | Komandkapteinis                                                                    | Komandkapteinis                                    | Komandleitnants                                                               | Komandleitnants                                                               | Kapteiņleitnants                                                                             | Kapteiņleitnants                                                                             | Virsleitnants                                                                                | Virsleitnants                                                                                | Virsleitnants                                                                                | Leitnants                                | Leitnants                                | Leitnants                                | Không có tương đương                  | Không có tương đương                  | Không có tương đương                  | Không có tương đương                  | Không có tương đương                  | Không có tương đương                  | Không có tương đương                               | Không có tương đương                               | Không có tương đương                               | Không có tương đương                               | Không có tương đương                               | Không có tương đương                               |
| Hải quân Latvia ·                   | Không có tương đương                           | Không có tương đương                           | Không có tương đương                               | Không có tương đương                         | Phó đô đốc            | Phó đô đốc            | Đô đốc phụ tá                 | Đô đốc phụ tá                 | Đô đốc hải đội                    | Đô đốc hải đội                    | Hạm trưởng hải quân                                                     | Hạm trưởng hải quân                                                     | Chỉ huy                                                                            | Chỉ huy                                            | Chỉ huy phó                                                                   | Chỉ huy phó                                                                   | Hạm phó                                                                                      | Hạm phó                                                                                      | Thượng úy                                                                                    | Thượng úy                                                                                    | Thượng úy                                                                                    | Trung úy                                 | Trung úy                                 | Trung úy                                 | Không có tương đương                  | Không có tương đương                  | Không có tương đương                  | Không có tương đương                  | Không có tương đương                  | Không có tương đương                  | Không có tương đương                               | Không có tương đương                               | Không có tương đương                               | Không có tương đương                               | Không có tương đương                               | Không có tương đương                               |
| Mã NATO                             | OF-10                                          | OF-10                                          | OF-9                                               | OF-9                                         | OF-8                  | OF-8                  | OF-7                          | OF-7                          | OF-6                              | OF-6                              | OF-5                                                                    | OF-5                                                                    | OF-4                                                                               | OF-4                                               | OF-3                                                                          | OF-3                                                                          | OF-2                                                                                         | OF-2                                                                                         | OF-1                                                                                         | OF-1                                                                                         | OF-1                                                                                         | OF-1                                     | OF-1                                     | OF-1                                     | OF(D)                                 | OF(D)                                 | OF(D)                                 | OF(D)                                 | OF(D)                                 | OF(D)                                 | Học viên sĩ quan                                   | Học viên sĩ quan                                   | Học viên sĩ quan                                   | Học viên sĩ quan                                   | Học viên sĩ quan                                   | Học viên sĩ quan                                   |
| Nhóm cấp bậc                        | Cấp tướng                                      | Cấp tướng                                      | Cấp tướng                                          | Cấp tướng                                    | Cấp tướng             | Cấp tướng             | Cấp tướng                     | Cấp tướng                     | Cấp tướng                         | Cấp tướng                         | Cấp tá                                                                  | Cấp tá                                                                  | Cấp tá                                                                             | Cấp tá                                             | Cấp tá                                                                        | Cấp tá                                                                        | Cấp úy                                                                                       | Cấp úy                                                                                       | Cấp úy                                                                                       | Cấp úy                                                                                       | Cấp úy                                                                                       | Cấp úy                                   | Cấp úy                                   | Cấp úy                                   | Ứng viên sĩ quan                      | Ứng viên sĩ quan                      | Ứng viên sĩ quan                      | Ứng viên sĩ quan                      | Ứng viên sĩ quan                      | Ứng viên sĩ quan                      | Ứng viên sĩ quan                                   | Ứng viên sĩ quan                                   | Ứng viên sĩ quan                                   | Ứng viên sĩ quan                                   | Ứng viên sĩ quan                                   | Ứng viên sĩ quan                                   |
| Hải quân Litva ·                    | Không có tương đương                           | Không có tương đương                           |                                                    |                                              |                       |                       |                               |                               |                                   |                                   |                                                                         |                                                                         |                                                                                    |                                                    |                                                                               |                                                                               |                                                                                              |                                                                                              |                                                                                              |                                                                                              |                                                                                              |                                          |                                          |                                          | Không có tương đương                  | Không có tương đương                  | Không có tương đương                  | Không có tương đương                  | Không có tương đương                  | Không có tương đương                  |                                                    |                                                    |                                                    |                                                    |                                                    |                                                    |
| Hải quân Litva ·                    | Không có tương đương                           | Không có tương đương                           | Admirolas                                          | Admirolas                                    | Viceadmirolas         | Viceadmirolas         | Kontradmirolas                | Kontradmirolas                | Flotilės admirolas                | Flotilės admirolas                | Jūrų kapitonas                                                          | Jūrų kapitonas                                                          | Komandoras                                                                         | Komandoras                                         | Komandoras leitenantas                                                        | Komandoras leitenantas                                                        | Kapitonas leitenantas                                                                        | Kapitonas leitenantas                                                                        | Vyresnysis leitenantas                                                                       | Vyresnysis leitenantas                                                                       | Vyresnysis leitenantas                                                                       | Leitenantas                              | Leitenantas                              | Leitenantas                              | Không có tương đương                  | Không có tương đương                  | Không có tương đương                  | Không có tương đương                  | Không có tương đương                  | Không có tương đương                  | Kariūnas                                           | Kariūnas                                           | Kariūnas                                           | Kariūnas                                           | Kariūnas                                           | Kariūnas                                           |
| Hải quân Litva ·                    | Không có tương đương                           | Không có tương đương                           | Đô đốc                                             | Đô đốc                                       | Phó đô đốc            | Phó đô đốc            | Đô đốc phụ tá                 | Đô đốc phụ tá                 | Đô đốc hải đội                    | Đô đốc hải đội                    | Hạm trưởng hải quân                                                     | Hạm trưởng hải quân                                                     | Chỉ huy                                                                            | Chỉ huy                                            | Chỉ huy phó                                                                   | Chỉ huy phó                                                                   | Hạm phó                                                                                      | Hạm phó                                                                                      | Thượng úy                                                                                    | Thượng úy                                                                                    | Thượng úy                                                                                    | Trung úy                                 | Trung úy                                 | Trung úy                                 | Không có tương đương                  | Không có tương đương                  | Không có tương đương                  | Không có tương đương                  | Không có tương đương                  | Không có tương đương                  | Học viên sĩ quan                                   | Học viên sĩ quan                                   | Học viên sĩ quan                                   | Học viên sĩ quan                                   | Học viên sĩ quan                                   | Học viên sĩ quan                                   |
| Luxembourg                          | Không có hải quân                              | Không có hải quân                              | Không có hải quân                                  | Không có hải quân                            | Không có hải quân     | Không có hải quân     | Không có hải quân             | Không có hải quân             | Không có hải quân                 | Không có hải quân                 | Không có hải quân                                                       | Không có hải quân                                                       | Không có hải quân                                                                  | Không có hải quân                                  | Không có hải quân                                                             | Không có hải quân                                                             | Không có hải quân                                                                            | Không có hải quân                                                                            | Không có hải quân                                                                            | Không có hải quân                                                                            | Không có hải quân                                                                            | Không có hải quân                        | Không có hải quân                        | Không có hải quân                        | Không có hải quân                     | Không có hải quân                     | Không có hải quân                     | Không có hải quân                     | Không có hải quân                     | Không có hải quân                     | Không có hải quân                                  | Không có hải quân                                  | Không có hải quân                                  | Không có hải quân                                  | Không có hải quân                                  | Không có hải quân                                  |
| Hải quân Montenegro ·               | Không có tương đương                           | Không có tương đương                           |                                                    |                                              |                       |                       |                               |                               |                                   |                                   |                                                                         |                                                                         |                                                                                    |                                                    |                                                                               |                                                                               |                                                                                              |                                                                                              |                                                                                              |                                                                                              |                                                                                              |                                          |                                          |                                          | Không có tương đương                  | Không có tương đương                  | Không có tương đương                  | Không có tương đương                  | Không có tương đương                  | Không có tương đương                  | Không có tương đương                               | Không có tương đương                               | Không có tương đương                               | Không có tương đương                               | Không có tương đương                               | Không có tương đương                               |
| Hải quân Montenegro ·               | Không có tương đương                           | Không có tương đương                           | Admiral                                            | Admiral                                      | Vice admiral          | Vice admiral          | Kontra admiral                | Kontra admiral                | Komodor                           | Komodor                           | Kapetan bojnog broda                                                    | Kapetan bojnog broda                                                    | Kapetan fregate                                                                    | Kapetan fregate                                    | Kapetan korvete                                                               | Kapetan korvete                                                               | Poručnik bojnog broda                                                                        | Poručnik bojnog broda                                                                        | Poručnik fregate                                                                             | Poručnik fregate                                                                             | Poručnik fregate                                                                             | Poručnik korvete                         | Poručnik korvete                         | Poručnik korvete                         | Không có tương đương                  | Không có tương đương                  | Không có tương đương                  | Không có tương đương                  | Không có tương đương                  | Không có tương đương                  | Không có tương đương                               | Không có tương đương                               | Không có tương đương                               | Không có tương đương                               | Không có tương đương                               | Không có tương đương                               |
| Hải quân Montenegro ·               | Không có tương đương                           | Không có tương đương                           | Đô đốc                                             | Đô đốc                                       | Phó đô đốc            | Phó đô đốc            | Đô đốc phụ tá                 | Đô đốc phụ tá                 | Đề đốc                            | Đề đốc                            | Thuyền trưởng tàu chiến tuyến                                           | Thuyền trưởng tàu chiến tuyến                                           | Thuyền trưởng tàu frigate                                                          | Thuyền trưởng tàu frigate                          | Thuyền trưởng tàu corvette                                                    | Thuyền trưởng tàu corvette                                                    | Thuyền phó tàu chiến tuyến                                                                   | Thuyền phó tàu chiến tuyến                                                                   | Thuyền phó tàu frigate                                                                       | Thuyền phó tàu frigate                                                                       | Thuyền phó tàu frigate                                                                       | Thuyền phó tàu corvette                  | Thuyền phó tàu corvette                  | Thuyền phó tàu corvette                  | Không có tương đương                  | Không có tương đương                  | Không có tương đương                  | Không có tương đương                  | Không có tương đương                  | Không có tương đương                  | Không có tương đương                               | Không có tương đương                               | Không có tương đương                               | Không có tương đương                               | Không có tương đương                               | Không có tương đương                               |
| Bắc Macedonia                       | Không có hải quân                              | Không có hải quân                              | Không có hải quân                                  | Không có hải quân                            | Không có hải quân     | Không có hải quân     | Không có hải quân             | Không có hải quân             | Không có hải quân                 | Không có hải quân                 | Không có hải quân                                                       | Không có hải quân                                                       | Không có hải quân                                                                  | Không có hải quân                                  | Không có hải quân                                                             | Không có hải quân                                                             | Không có hải quân                                                                            | Không có hải quân                                                                            | Không có hải quân                                                                            | Không có hải quân                                                                            | Không có hải quân                                                                            | Không có hải quân                        | Không có hải quân                        | Không có hải quân                        | Không có hải quân                     | Không có hải quân                     | Không có hải quân                     | Không có hải quân                     | Không có hải quân                     | Không có hải quân                     | Không có hải quân                                  | Không có hải quân                                  | Không có hải quân                                  | Không có hải quân                                  | Không có hải quân                                  | Không có hải quân                                  |
| Hải quân Hoàng gia Hà Lan ·         | Không có tương đương                           | Không có tương đương                           |                                                    |                                              |                       |                       |                               |                               |                                   |                                   |                                                                         |                                                                         |                                                                                    |                                                    |                                                                               |                                                                               |                                                                                              |                                                                                              |                                                                                              |                                                                                              |                                                                                              |                                          |                                          |                                          |                                       |                                       |                                       |                                       |                                       |                                       | Không có tương đương                               | Không có tương đương                               | Không có tương đương                               | Không có tương đương                               | Không có tương đương                               | Không có tương đương                               |
| Hải quân Hoàng gia Hà Lan ·         | Không có tương đương                           | Không có tương đương                           | Luitenant-Admiraal                                 | Luitenant-Admiraal                           | Vice-Admiraal         | Vice-Admiraal         | Schout-bij-Nacht              | Schout-bij-Nacht              | Commandeur                        | Commandeur                        | Kapitein ter zee                                                        | Kapitein ter zee                                                        | Kapitein-luitenant ter zee                                                         | Kapitein-luitenant ter zee                         | Luitenant ter zee der 1ste klasse                                             | Luitenant ter zee der 1ste klasse                                             | Luitenant ter zee der 2de klasse oudste categorie                                            | Luitenant ter zee der 2de klasse oudste categorie                                            | Luitenant ter zee der 2de klasse                                                             | Luitenant ter zee der 2de klasse                                                             | Luitenant ter zee der 2de klasse                                                             | Luitenant ter zee der 3de klasse         | Luitenant ter zee der 3de klasse         | Luitenant ter zee der 3de klasse         | Sergeant-Adelborst                    | Sergeant-Adelborst                    | Korporaal-Adelborst                   | Korporaal-Adelborst                   | Adelborst                             | Adelborst                             | Không có tương đương                               | Không có tương đương                               | Không có tương đương                               | Không có tương đương                               | Không có tương đương                               | Không có tương đương                               |
| Hải quân Hoàng gia Hà Lan ·         | Không có tương đương                           | Không có tương đương                           | Phó đô đốc cao cấp                                 | Phó đô đốc cao cấp                           | Phó đô đốc            | Phó đô đốc            | Chỉ huy đêm                   | Chỉ huy đêm                   | Đề đốc                            | Đề đốc                            | Hạm trưởng hải quân                                                     | Hạm trưởng hải quân                                                     | Phó hạm trưởng hải quân                                                            | Phó hạm trưởng hải quân                            | Hạm phó hải quân hạng 1                                                       | Hạm phó hải quân hạng 1                                                       | Hạm phó hải quân hạng 2 cao cấp                                                              | Hạm phó hải quân hạng 2 cao cấp                                                              | Hạm phó hải quân hạng 2                                                                      | Hạm phó hải quân hạng 2                                                                      | Hạm phó hải quân hạng 2                                                                      | Hạm phó hải quân hạng 3                  | Hạm phó hải quân hạng 3                  | Hạm phó hải quân hạng 3                  | Trung sĩ - Ứng viên sĩ quan           | Trung sĩ - Ứng viên sĩ quan           | Hạ sĩ - Ứng viên sĩ quan              | Hạ sĩ - Ứng viên sĩ quan              | Ứng viên sĩ quan                      | Ứng viên sĩ quan                      | Không có tương đương                               | Không có tương đương                               | Không có tương đương                               | Không có tương đương                               | Không có tương đương                               | Không có tương đương                               |
| Hải quân Hoàng gia Na Uy ·          | Không có tương đương                           | Không có tương đương                           |                                                    |                                              |                       |                       |                               |                               |                                   |                                   |                                                                         |                                                                         |                                                                                    |                                                    |                                                                               |                                                                               |                                                                                              |                                                                                              |                                                                                              |                                                                                              |                                                                                              |                                          |                                          |                                          | Không có tương đương                  | Không có tương đương                  | Không có tương đương                  | Không có tương đương                  | Không có tương đương                  | Không có tương đương                  | Không có tương đương                               | Không có tương đương                               | Không có tương đương                               | Không có tương đương                               | Không có tương đương                               | Không có tương đương                               |
| Hải quân Hoàng gia Na Uy ·          | Không có tương đương                           | Không có tương đương                           | Admiral                                            | Admiral                                      | Viseadmiral           | Viseadmiral           | Kontreadmiral                 | Kontreadmiral                 | Flaggkommandør                    | Flaggkommandør                    | Kommandør                                                               | Kommandør                                                               | Kommandørkaptein                                                                   | Kommandørkaptein                                   | Orlogskaptein                                                                 | Orlogskaptein                                                                 | Kapteinløytnant                                                                              | Kapteinløytnant                                                                              | Løytnant                                                                                     | Løytnant                                                                                     | Løytnant                                                                                     | Fenrik                                   | Fenrik                                   | Fenrik                                   | Không có tương đương                  | Không có tương đương                  | Không có tương đương                  | Không có tương đương                  | Không có tương đương                  | Không có tương đương                  | Không có tương đương                               | Không có tương đương                               | Không có tương đương                               | Không có tương đương                               | Không có tương đương                               | Không có tương đương                               |
| Hải quân Hoàng gia Na Uy ·          | Không có tương đương                           | Không có tương đương                           | Đô đốc                                             | Đô đốc                                       | Phó đô đốc            | Phó đô đốc            | Đô đốc phụ tá                 | Đô đốc phụ tá                 | Chỉ huy cờ                        | Chỉ huy cờ                        | Chỉ huy                                                                 | Chỉ huy                                                                 | Thuyền trưởng chỉ huy                                                              | Thuyền trưởng chỉ huy                              | Thuyền trưởng chiến đấu                                                       | Thuyền trưởng chiến đấu                                                       | Phó thuyền trưởng                                                                            | Phó thuyền trưởng                                                                            | Thuyền phó                                                                                   | Thuyền phó                                                                                   | Thuyền phó                                                                                   | Hiệu kỳ                                  | Hiệu kỳ                                  | Hiệu kỳ                                  | Không có tương đương                  | Không có tương đương                  | Không có tương đương                  | Không có tương đương                  | Không có tương đương                  | Không có tương đương                  | Không có tương đương                               | Không có tương đương                               | Không có tương đương                               | Không có tương đương                               | Không có tương đương                               | Không có tương đương                               |
| Hải quân Ba Lan ·                   |                                                |                                                |                                                    |                                              |                       |                       |                               |                               |                                   |                                   |                                                                         |                                                                         |                                                                                    |                                                    |                                                                               |                                                                               |                                                                                              |                                                                                              |                                                                                              |                                                                                              |                                                                                              |                                          |                                          |                                          | Không có tương đương                  | Không có tương đương                  | Không có tương đương                  | Không có tương đương                  | Không có tương đương                  | Không có tương đương                  | Nhiều                                              | Nhiều                                              | Nhiều                                              | Nhiều                                              | Nhiều                                              | Nhiều                                              |
| Hải quân Ba Lan ·                   | Marszałek Polski                               | Marszałek Polski                               | Admirał                                            | Admirał                                      | Admirał floty         | Admirał floty         | Wiceadmirał                   | Wiceadmirał                   | Kontradmirał                      | Kontradmirał                      | Komandor                                                                | Komandor                                                                | Komandor porucznik                                                                 | Komandor porucznik                                 | Komandor podporucznik                                                         | Komandor podporucznik                                                         | Kapitan marynarki                                                                            | Kapitan marynarki                                                                            | Porucznik marynarki                                                                          | Porucznik marynarki                                                                          | Porucznik marynarki                                                                          | Podporucznik marynarki                   | Podporucznik marynarki                   | Podporucznik marynarki                   | Không có tương đương                  | Không có tương đương                  | Không có tương đương                  | Không có tương đương                  | Không có tương đương                  | Không có tương đương                  | Podchorąży                                         | Podchorąży                                         | Podchorąży                                         | Podchorąży                                         | Podchorąży                                         | Podchorąży                                         |
| Hải quân Ba Lan ·                   | Nguyên soái Ba Lan                             | Nguyên soái Ba Lan                             | Đô đốc                                             | Đô đốc                                       | Đô đốc Hạm đội        | Đô đốc Hạm đội        | Phó đô đốc                    | Phó đô đốc                    | Đô đốc phụ tá                     | Đô đốc phụ tá                     | Chỉ huy                                                                 | Chỉ huy                                                                 | Phó chỉ huy                                                                        | Phó chỉ huy                                        | Phó chỉ huy cấp thấp                                                          | Phó chỉ huy cấp thấp                                                          | Thuyền trưởng hải quân                                                                       | Thuyền trưởng hải quân                                                                       | Thuyền phó hải quân                                                                          | Thuyền phó hải quân                                                                          | Thuyền phó hải quân                                                                          | Thuyền phó hải quân cấp thấp             | Thuyền phó hải quân cấp thấp             | Thuyền phó hải quân cấp thấp             | Không có tương đương                  | Không có tương đương                  | Không có tương đương                  | Không có tương đương                  | Không có tương đương                  | Không có tương đương                  | Kỳ binh cấp thấp                                   | Kỳ binh cấp thấp                                   | Kỳ binh cấp thấp                                   | Kỳ binh cấp thấp                                   | Kỳ binh cấp thấp                                   | Kỳ binh cấp thấp                                   |
| Hải quân Bồ Đào Nha ·               |                                                |                                                |                                                    |                                              |                       |                       |                               |                               |                                   |                                   |                                                                         |                                                                         |                                                                                    |                                                    |                                                                               |                                                                               |                                                                                              |                                                                                              |                                                                                              |                                                                                              |                                                                                              |                                          |                                          |                                          | Không có tương đương                  | Không có tương đương                  | Không có tương đương                  | Không có tương đương                  | Không có tương đương                  | Không có tương đương                  | Không có tương đương                               | Không có tương đương                               | Không có tương đương                               | Không có tương đương                               | Không có tương đương                               | Không có tương đương                               |
| Hải quân Bồ Đào Nha ·               | Almirante da Armada                            | Almirante da Armada                            | Almirante                                          | Almirante                                    | Vice-almirante        | Vice-almirante        | Contra-almirante              | Contra-almirante              | Comodoro                          | Comodoro                          | Capitão de mar e guerra                                                 | Capitão de mar e guerra                                                 | Capitão de fragata                                                                 | Capitão de fragata                                 | Capitão-tenente                                                               | Capitão-tenente                                                               | Primeiro-tenente                                                                             | Primeiro-tenente                                                                             | Segundo-tenente                                                                              | Segundo-tenente                                                                              | Segundo-tenente                                                                              | - Guarda-marinha - Subtenente            | - Guarda-marinha - Subtenente            | - Guarda-marinha - Subtenente            | Không có tương đương                  | Không có tương đương                  | Không có tương đương                  | Không có tương đương                  | Không có tương đương                  | Không có tương đương                  | Không có tương đương                               | Không có tương đương                               | Không có tương đương                               | Không có tương đương                               | Không có tương đương                               | Không có tương đương                               |
| Hải quân Bồ Đào Nha ·               | Đô đốc hạm đội                                 | Đô đốc hạm đội                                 | Đô đốc                                             | Đô đốc                                       | Phó đô đốc            | Phó đô đốc            | Đô đốc phụ tá                 | Đô đốc phụ tá                 | Đề đốc                            | Đề đốc                            | Thuyền trưởng hải quân chiến đấu                                        | Thuyền trưởng hải quân chiến đấu                                        | Thuyền trưởng tàu frigate                                                          | Thuyền trưởng tàu frigate                          | Phó thuyền trưởng                                                             | Phó thuyền trưởng                                                             | Thuyền phó thứ nhất                                                                          | Thuyền phó thứ nhất                                                                          | Thuyền phó thứ hai                                                                           | Thuyền phó thứ hai                                                                           | Thuyền phó thứ hai                                                                           | - Vệ binh hải quân - Thuyền phó cấp thấp | - Vệ binh hải quân - Thuyền phó cấp thấp | - Vệ binh hải quân - Thuyền phó cấp thấp | Không có tương đương                  | Không có tương đương                  | Không có tương đương                  | Không có tương đương                  | Không có tương đương                  | Không có tương đương                  | Không có tương đương                               | Không có tương đương                               | Không có tương đương                               | Không có tương đương                               | Không có tương đương                               | Không có tương đương                               |
| Mã NATO                             | OF-10                                          | OF-10                                          | OF-9                                               | OF-9                                         | OF-8                  | OF-8                  | OF-7                          | OF-7                          | OF-6                              | OF-6                              | OF-5                                                                    | OF-5                                                                    | OF-4                                                                               | OF-4                                               | OF-3                                                                          | OF-3                                                                          | OF-2                                                                                         | OF-2                                                                                         | OF-1                                                                                         | OF-1                                                                                         | OF-1                                                                                         | OF-1                                     | OF-1                                     | OF-1                                     | OF(D)                                 | OF(D)                                 | OF(D)                                 | OF(D)                                 | OF(D)                                 | OF(D)                                 | Học viên sĩ quan                                   | Học viên sĩ quan                                   | Học viên sĩ quan                                   | Học viên sĩ quan                                   | Học viên sĩ quan                                   | Học viên sĩ quan                                   |
| Nhóm cấp bậc                        | Cấp tướng                                      | Cấp tướng                                      | Cấp tướng                                          | Cấp tướng                                    | Cấp tướng             | Cấp tướng             | Cấp tướng                     | Cấp tướng                     | Cấp tướng                         | Cấp tướng                         | Cấp tá                                                                  | Cấp tá                                                                  | Cấp tá                                                                             | Cấp tá                                             | Cấp tá                                                                        | Cấp tá                                                                        | Cấp úy                                                                                       | Cấp úy                                                                                       | Cấp úy                                                                                       | Cấp úy                                                                                       | Cấp úy                                                                                       | Cấp úy                                   | Cấp úy                                   | Cấp úy                                   | Ứng viên sĩ quan                      | Ứng viên sĩ quan                      | Ứng viên sĩ quan                      | Ứng viên sĩ quan                      | Ứng viên sĩ quan                      | Ứng viên sĩ quan                      | Ứng viên sĩ quan                                   | Ứng viên sĩ quan                                   | Ứng viên sĩ quan                                   | Ứng viên sĩ quan                                   | Ứng viên sĩ quan                                   | Ứng viên sĩ quan                                   |
| Hải quân Romania ·                  |                                                |                                                |                                                    |                                              |                       |                       |                               |                               |                                   |                                   |                                                                         |                                                                         |                                                                                    |                                                    |                                                                               |                                                                               |                                                                                              |                                                                                              |                                                                                              |                                                                                              |                                                                                              |                                          |                                          |                                          | Không có tương đương                  | Không có tương đương                  | Không có tương đương                  | Không có tương đương                  | Không có tương đương                  | Không có tương đương                  | Không có tương đương                               | Không có tương đương                               | Không có tương đương                               | Không có tương đương                               | Không có tương đương                               | Không có tương đương                               |
| Hải quân Romania ·                  | Mareșal                                        | Mareșal                                        | Amiral                                             | Amiral                                       | Viceamiral            | Viceamiral            | Contraamiral                  | Contraamiral                  | Contraamiral de flotilă           | Contraamiral de flotilă           | Comandor                                                                | Comandor                                                                | Căpitan-comandor                                                                   | Căpitan-comandor                                   | Locotenent-comandor                                                           | Locotenent-comandor                                                           | Căpitan                                                                                      | Căpitan                                                                                      | Locotenent                                                                                   | Locotenent                                                                                   | Locotenent                                                                                   | Aspirant                                 | Aspirant                                 | Aspirant                                 | Không có tương đương                  | Không có tương đương                  | Không có tương đương                  | Không có tương đương                  | Không có tương đương                  | Không có tương đương                  | Không có tương đương                               | Không có tương đương                               | Không có tương đương                               | Không có tương đương                               | Không có tương đương                               | Không có tương đương                               |
| Hải quân Romania ·                  | Nguyên soái                                    | Nguyên soái                                    | Đô đốc                                             | Đô đốc                                       | Phó đô đốc            | Phó đô đốc            | Đô đốc phụ tá                 | Đô đốc phụ tá                 | Đô đốc phụ tá hải đội             | Đô đốc phụ tá hải đội             | Chỉ huy                                                                 | Chỉ huy                                                                 | Thuyền trưởng chỉ huy                                                              | Thuyền trưởng chỉ huy                              | Thuyền phó chỉ huy                                                            | Thuyền phó chỉ huy                                                            | Thuyền trưởng                                                                                | Thuyền trưởng                                                                                | Thuyền phó                                                                                   | Thuyền phó                                                                                   | Thuyền phó                                                                                   | Ứng viên sĩ quan                         | Ứng viên sĩ quan                         | Ứng viên sĩ quan                         | Không có tương đương                  | Không có tương đương                  | Không có tương đương                  | Không có tương đương                  | Không có tương đương                  | Không có tương đương                  | Không có tương đương                               | Không có tương đương                               | Không có tương đương                               | Không có tương đương                               | Không có tương đương                               | Không có tương đương                               |
| Slovakia                            | Không có hải quân                              | Không có hải quân                              | Không có hải quân                                  | Không có hải quân                            | Không có hải quân     | Không có hải quân     | Không có hải quân             | Không có hải quân             | Không có hải quân                 | Không có hải quân                 | Không có hải quân                                                       | Không có hải quân                                                       | Không có hải quân                                                                  | Không có hải quân                                  | Không có hải quân                                                             | Không có hải quân                                                             | Không có hải quân                                                                            | Không có hải quân                                                                            | Không có hải quân                                                                            | Không có hải quân                                                                            | Không có hải quân                                                                            | Không có hải quân                        | Không có hải quân                        | Không có hải quân                        | Không có hải quân                     | Không có hải quân                     | Không có hải quân                     | Không có hải quân                     | Không có hải quân                     | Không có hải quân                     | Không có hải quân                                  | Không có hải quân                                  | Không có hải quân                                  | Không có hải quân                                  | Không có hải quân                                  | Không có hải quân                                  |
| Hải quân Slovenia ·                 | Không có tương đương                           | Không có tương đương                           |                                                    |                                              |                       |                       |                               |                               |                                   |                                   |                                                                         |                                                                         |                                                                                    |                                                    |                                                                               |                                                                               |                                                                                              |                                                                                              |                                                                                              |                                                                                              |                                                                                              |                                          |                                          |                                          | Không có tương đương                  | Không có tương đương                  | Không có tương đương                  | Không có tương đương                  | Không có tương đương                  | Không có tương đương                  | Không có tương đương                               | Không có tương đương                               | Không có tương đương                               | Không có tương đương                               | Không có tương đương                               | Không có tương đương                               |
| Hải quân Slovenia ·                 | Không có tương đương                           | Không có tương đương                           | Admiral                                            | Admiral                                      | Vice admiral          | Vice admiral          | Kontraadmiral                 | Kontraadmiral                 | Kapitan                           | Kapitan                           | Kapitan bojne ladje                                                     | Kapitan bojne ladje                                                     | Kapitan fregate                                                                    | Kapitan fregate                                    | Kapitan korvete                                                               | Kapitan korvete                                                               | Poročnik bojne ladje                                                                         | Poročnik bojne ladje                                                                         | Poročnik fregate                                                                             | Poročnik fregate                                                                             | Poročnik fregate                                                                             | Poročnik korvete                         | Poročnik korvete                         | Poročnik korvete                         | Không có tương đương                  | Không có tương đương                  | Không có tương đương                  | Không có tương đương                  | Không có tương đương                  | Không có tương đương                  | Không có tương đương                               | Không có tương đương                               | Không có tương đương                               | Không có tương đương                               | Không có tương đương                               | Không có tương đương                               |
| Hải quân Slovenia ·                 | Không có tương đương                           | Không có tương đương                           | Đô đốc                                             | Đô đốc                                       | Phó đô đốc            | Phó đô đốc            | Đô đốc phụ tá                 | Đô đốc phụ tá                 | Đề đốc                            | Đề đốc                            | Thuyền trưởng tàu chiến tuyến                                           | Thuyền trưởng tàu chiến tuyến                                           | Thuyền trưởng tuần phòng hạm                                                       | Thuyền trưởng tuần phòng hạm                       | Thuyền trưởng hộ vệ hạm                                                       | Thuyền trưởng hộ vệ hạm                                                       | Thuyền phó tàu chiến tuyến                                                                   | Thuyền phó tàu chiến tuyến                                                                   | Thuyền phó tuần phòng hạm                                                                    | Thuyền phó tuần phòng hạm                                                                    | Thuyền phó tuần phòng hạm                                                                    | Thuyền phó hộ vệ hạm                     | Thuyền phó hộ vệ hạm                     | Thuyền phó hộ vệ hạm                     | Không có tương đương                  | Không có tương đương                  | Không có tương đương                  | Không có tương đương                  | Không có tương đương                  | Không có tương đương                  | Không có tương đương                               | Không có tương đương                               | Không có tương đương                               | Không có tương đương                               | Không có tương đương                               | Không có tương đương                               |
| Hải quân Tây Ban Nha ·              |                                                |                                                |                                                    |                                              |                       |                       |                               |                               |                                   |                                   |                                                                         |                                                                         |                                                                                    |                                                    |                                                                               |                                                                               |                                                                                              |                                                                                              |                                                                                              |                                                                                              |                                                                                              |                                          |                                          |                                          |                                       |                                       |                                       |                                       |                                       |                                       |                                                    |                                                    |                                                    |                                                    |                                                    |                                                    |
| Capitán general                     | Capitán general                                | Almirante general                              | Almirante general                                  | Almirante                                    | Almirante             | Vicealmirante         | Vicealmirante                 | Contralmirante                | Contralmirante                    | Capitán de navío                  | Capitán de navío                                                        | Capitán de fragata                                                      | Capitán de fragata                                                                 | Capitán de corbeta                                 | Capitán de corbeta                                                            | Teniente de navío                                                             | Teniente de navío                                                                            | Alférez de navío                                                                             | Alférez de navío                                                                             | Alférez de navío                                                                             | Alférez de fragata                                                                           | Alférez de fragata                       | Alférez de fragata                       | Guardiamarina de 2º                      | Guardiamarina de 2º                   | Guardiamarina de 2º                   | Guardiamarina de 1º                   | Guardiamarina de 1º                   | Guardiamarina de 1º                   | Alumno de 2º                          | Alumno de 2º                                       | Alumno de 2º                                       | Alumno de 1º                                       | Alumno de 1º                                       | Alumno de 1º                                       |                                                    |
| Trưởng tướng                        | Trưởng tướng                                   | Tổng đô đốc / Tướng đô đốc                     | Tổng đô đốc / Tướng đô đốc                         | Đô đốc                                       | Đô đốc                | Phó đô đốc            | Phó đô đốc                    | Đô đốc phụ tá                 | Đô đốc phụ tá                     | Thuyền trưởng hải quân            | Thuyền trưởng hải quân                                                  | Thuyền trưởng tuần phòng hạm                                            | Thuyền trưởng tuần phòng hạm                                                       | Thuyền trưởng hộ vệ hạm                            | Thuyền trưởng hộ vệ hạm                                                       | Thuyền phó hải quân                                                           | Thuyền phó hải quân                                                                          | Hiệu kỳ hải quân                                                                             | Hiệu kỳ hải quân                                                                             | Hiệu kỳ hải quân                                                                             | Hiệu kỳ tuần phòng hạm                                                                       | Hiệu kỳ tuần phòng hạm                   | Hiệu kỳ tuần phòng hạm                   | Vệ binh hải quân năm 2                   | Vệ binh hải quân năm 2                | Vệ binh hải quân năm 2                | Vệ binh hải quân năm 1                | Vệ binh hải quân năm 1                | Vệ binh hải quân năm 1                | Học viên sĩ quan năm 2                | Học viên sĩ quan năm 2                             | Học viên sĩ quan năm 2                             | Học viên sĩ quan năm 1                             | Học viên sĩ quan năm 1                             | Học viên sĩ quan năm 1                             |                                                    |
| Lính thủy đánh bộ Tây Ban Nha       | Không có tương đương                           | Không có tương đương                           | Không có tương đương                               | Không có tương đương                         |                       |                       |                               |                               |                                   |                                   |                                                                         |                                                                         |                                                                                    |                                                    |                                                                               |                                                                               |                                                                                              |                                                                                              |                                                                                              |                                                                                              |                                                                                              |                                          |                                          |                                          |                                       |                                       |                                       |                                       |                                       |                                       |                                                    |                                                    |                                                    |                                                    |                                                    |                                                    |
| Lính thủy đánh bộ Tây Ban Nha       | Không có tương đương                           | Không có tương đương                           | Không có tương đương                               | Không có tương đương                         | Teniente general      | Teniente general      | General de división           | General de división           | General de brigada                | General de brigada                | Coronel                                                                 | Coronel                                                                 | Teniente coronel                                                                   | Teniente coronel                                   | Comandante                                                                    | Comandante                                                                    | Capitán                                                                                      | Capitán                                                                                      | Teniente                                                                                     | Teniente                                                                                     | Teniente                                                                                     | Alférez                                  | Alférez                                  | Alférez                                  | Guardiamarina de 2º                   | Guardiamarina de 2º                   | Guardiamarina de 2º                   | Guardiamarina de 1º                   | Guardiamarina de 1º                   | Guardiamarina de 1º                   | Alumno de 2º                                       | Alumno de 2º                                       | Alumno de 2º                                       | Alumno de 1º                                       | Alumno de 1º                                       | Alumno de 1º                                       |
| Lính thủy đánh bộ Tây Ban Nha       | Không có tương đương                           | Không có tương đương                           | Không có tương đương                               | Không có tương đương                         | Phó tướng             | Phó tướng             | Tướng sư đoàn                 | Tướng sư đoàn                 | Tướng lữ đoàn                     | Tướng lữ đoàn                     | Đại tá                                                                  | Đại tá                                                                  | Trung tá                                                                           | Trung tá                                           | Thiếu tá                                                                      | Thiếu tá                                                                      | Đại úy                                                                                       | Đại úy                                                                                       | Trung úy                                                                                     | Trung úy                                                                                     | Trung úy                                                                                     | Thiếu úy                                 | Thiếu úy                                 | Thiếu úy                                 | Vệ binh hải quân năm 2                | Vệ binh hải quân năm 2                | Vệ binh hải quân năm 2                | Vệ binh hải quân năm 1                | Vệ binh hải quân năm 1                | Vệ binh hải quân năm 1                | Học viên sĩ quan năm 2                             | Học viên sĩ quan năm 2                             | Học viên sĩ quan năm 2                             | Học viên sĩ quan năm 1                             | Học viên sĩ quan năm 1                             | Học viên sĩ quan năm 1                             |
| Hải quân Thụy Điển ·                | Không có tương đương                           | Không có tương đương                           |                                                    |                                              |                       |                       |                               |                               |                                   |                                   |                                                                         |                                                                         |                                                                                    |                                                    |                                                                               |                                                                               |                                                                                              |                                                                                              |                                                                                              |                                                                                              |                                                                                              |                                          |                                          |                                          | Không có tương đương                  | Không có tương đương                  | Không có tương đương                  | Không có tương đương                  | Không có tương đương                  | Không có tương đương                  | Không có tương đương                               | Không có tương đương                               | Không có tương đương                               | Không có tương đương                               | Không có tương đương                               | Không có tương đương                               |
| Hải quân Thụy Điển ·                | Không có tương đương                           | Không có tương đương                           | Amiral                                             | Amiral                                       | Viceamiral            | Viceamiral            | Konteramiral                  | Konteramiral                  | Flottiljamiral                    | Flottiljamiral                    | Kommendör                                                               | Kommendör                                                               | Kommendörkapten                                                                    | Kommendörkapten                                    | Örlogskapten                                                                  | Örlogskapten                                                                  | Kapten                                                                                       | Kapten                                                                                       | Löjtnant                                                                                     | Löjtnant                                                                                     | Löjtnant                                                                                     | Fänrik                                   | Fänrik                                   | Fänrik                                   | Không có tương đương                  | Không có tương đương                  | Không có tương đương                  | Không có tương đương                  | Không có tương đương                  | Không có tương đương                  | Không có tương đương                               | Không có tương đương                               | Không có tương đương                               | Không có tương đương                               | Không có tương đương                               | Không có tương đương                               |
| Hải quân Thụy Điển ·                | Không có tương đương                           | Không có tương đương                           | Đô đốc                                             | Đô đốc                                       | Phó đô đốc            | Phó đô đốc            | Đô đốc phụ tá                 | Đô đốc phụ tá                 | Đô đốc hải đội                    | Đô đốc hải đội                    | Chỉ huy                                                                 | Chỉ huy                                                                 | Thuyền trưởng chỉ huy                                                              | Thuyền trưởng chỉ huy                              | Thuyền trưởng chiến đấu                                                       | Thuyền trưởng chiến đấu                                                       | Thuyền trưởng                                                                                | Thuyền trưởng                                                                                | Thuyền phó                                                                                   | Thuyền phó                                                                                   | Thuyền phó                                                                                   | Hiệu kỳ                                  | Hiệu kỳ                                  | Hiệu kỳ                                  | Không có tương đương                  | Không có tương đương                  | Không có tương đương                  | Không có tương đương                  | Không có tương đương                  | Không có tương đương                  | Không có tương đương                               | Không có tương đương                               | Không có tương đương                               | Không có tương đương                               | Không có tương đương                               | Không có tương đương                               |
| Quân đoàn Đổ bộ Thụy Điển           | Không có tương đương                           | Không có tương đương                           |                                                    |                                              |                       |                       |                               |                               |                                   |                                   |                                                                         |                                                                         |                                                                                    |                                                    |                                                                               |                                                                               |                                                                                              |                                                                                              |                                                                                              |                                                                                              |                                                                                              |                                          |                                          |                                          | Không có tương đương                  | Không có tương đương                  | Không có tương đương                  | Không có tương đương                  | Không có tương đương                  | Không có tương đương                  | Không có tương đương                               | Không có tương đương                               | Không có tương đương                               | Không có tương đương                               | Không có tương đương                               | Không có tương đương                               |
| Quân đoàn Đổ bộ Thụy Điển           | Không có tương đương                           | Không có tương đương                           | General                                            | General                                      | Generallöjtnant       | Generallöjtnant       | Generalmajor                  | Generalmajor                  | Brigadgeneral                     | Brigadgeneral                     | Överste                                                                 | Överste                                                                 | Överstelöjtnant                                                                    | Överstelöjtnant                                    | Major                                                                         | Major                                                                         | Kapten                                                                                       | Kapten                                                                                       | Löjtnant                                                                                     | Löjtnant                                                                                     | Löjtnant                                                                                     | Fänrik                                   | Fänrik                                   | Fänrik                                   | Không có tương đương                  | Không có tương đương                  | Không có tương đương                  | Không có tương đương                  | Không có tương đương                  | Không có tương đương                  | Không có tương đương                               | Không có tương đương                               | Không có tương đương                               | Không có tương đương                               | Không có tương đương                               | Không có tương đương                               |
| Quân đoàn Đổ bộ Thụy Điển           | Không có tương đương                           | Không có tương đương                           | Đại tướng                                          | Đại tướng                                    | Trung tướng           | Trung tướng           | Thiếu tướng                   | Thiếu tướng                   | Tướng lữ đoàn                     | Tướng lữ đoàn                     | Đại tá                                                                  | Đại tá                                                                  | Trung tá                                                                           | Trung tá                                           | Thiếu tá                                                                      | Thiếu tá                                                                      | Đại úy                                                                                       | Đại úy                                                                                       | Trung úy                                                                                     | Trung úy                                                                                     | Trung úy                                                                                     | Thiếu úy                                 | Thiếu úy                                 | Thiếu úy                                 | Không có tương đương                  | Không có tương đương                  | Không có tương đương                  | Không có tương đương                  | Không có tương đương                  | Không có tương đương                  | Không có tương đương                               | Không có tương đương                               | Không có tương đương                               | Không có tương đương                               | Không có tương đương                               | Không có tương đương                               |
| Hải quân Thổ Nhĩ Kỳ ·               |                                                |                                                |                                                    |                                              |                       |                       |                               |                               |                                   |                                   |                                                                         |                                                                         |                                                                                    |                                                    |                                                                               |                                                                               |                                                                                              |                                                                                              |                                                                                              |                                                                                              |                                                                                              |                                          |                                          |                                          | Không có tương đương                  | Không có tương đương                  | Không có tương đương                  | Không có tương đương                  | Không có tương đương                  | Không có tương đương                  | Nhiều                                              | Nhiều                                              | Nhiều                                              | Nhiều                                              | Nhiều                                              | Nhiều                                              |
| Hải quân Thổ Nhĩ Kỳ ·               | Büyük amiral                                   | Büyük amiral                                   | Genelkurmay başkanlığı                             | Oramiral                                     | Koramiral             | Koramiral             | Tümamiral                     | Tümamiral                     | Tuğamiral                         | Tuğamiral                         | Albay                                                                   | Albay                                                                   | Yarbay                                                                             | Yarbay                                             | Binbaşı                                                                       | Binbaşı                                                                       | Yüzbaşı                                                                                      | Yüzbaşı                                                                                      | Üsteğmen                                                                                     | Üsteğmen                                                                                     | Teğmen                                                                                       | Teğmen                                   | Asteğmen                                 | Asteğmen                                 | Không có tương đương                  | Không có tương đương                  | Không có tương đương                  | Không có tương đương                  | Không có tương đương                  | Không có tương đương                  | Bahriyeli                                          | Bahriyeli                                          | Bahriyeli                                          | Bahriyeli                                          | Bahriyeli                                          | Bahriyeli                                          |
| Hải quân Thổ Nhĩ Kỳ ·               | Đại đô đốc                                     | Đại đô đốc                                     | Tổng tham mưu trưởng Lực lượng Vũ trang Thổ Nhĩ Kỳ | Đô đốc chính                                 | Phó đô đốc            | Phó đô đốc            | Chuẩn đô đốc                  | Chuẩn đô đốc                  | Đô đốc hải đội                    | Đô đốc hải đội                    | Đại tá                                                                  | Đại tá                                                                  | Trung tá                                                                           | Trung tá                                           | Thiếu tá                                                                      | Thiếu tá                                                                      | Đại úy                                                                                       | Đại úy                                                                                       | Thượng úy                                                                                    | Thượng úy                                                                                    | Trung úy                                                                                     | Trung úy                                 | Thiếu úy                                 | Thiếu úy                                 | Không có tương đương                  | Không có tương đương                  | Không có tương đương                  | Không có tương đương                  | Không có tương đương                  | Không có tương đương                  | Học viên sĩ quan hải quân                          | Học viên sĩ quan hải quân                          | Học viên sĩ quan hải quân                          | Học viên sĩ quan hải quân                          | Học viên sĩ quan hải quân                          | Học viên sĩ quan hải quân                          |
| Mã NATO                             | OF-10                                          | OF-10                                          | OF-9                                               | OF-9                                         | OF-8                  | OF-8                  | OF-7                          | OF-7                          | OF-6                              | OF-6                              | OF-5                                                                    | OF-5                                                                    | OF-4                                                                               | OF-4                                               | OF-3                                                                          | OF-3                                                                          | OF-2                                                                                         | OF-2                                                                                         | OF-1                                                                                         | OF-1                                                                                         | OF-1                                                                                         | OF-1                                     | OF-1                                     | OF-1                                     | OF(D)                                 | OF(D)                                 | OF(D)                                 | OF(D)                                 | OF(D)                                 | OF(D)                                 | Học viên sĩ quan                                   | Học viên sĩ quan                                   | Học viên sĩ quan                                   | Học viên sĩ quan                                   | Học viên sĩ quan                                   | Học viên sĩ quan                                   |
| Nhóm cấp bậc                        | Cấp tướng                                      | Cấp tướng                                      | Cấp tướng                                          | Cấp tướng                                    | Cấp tướng             | Cấp tướng             | Cấp tướng                     | Cấp tướng                     | Cấp tướng                         | Cấp tướng                         | Cấp tá                                                                  | Cấp tá                                                                  | Cấp tá                                                                             | Cấp tá                                             | Cấp tá                                                                        | Cấp tá                                                                        | Cấp úy                                                                                       | Cấp úy                                                                                       | Cấp úy                                                                                       | Cấp úy                                                                                       | Cấp úy                                                                                       | Cấp úy                                   | Cấp úy                                   | Cấp úy                                   | Ứng viên sĩ quan                      | Ứng viên sĩ quan                      | Ứng viên sĩ quan                      | Ứng viên sĩ quan                      | Ứng viên sĩ quan                      | Ứng viên sĩ quan                      | Ứng viên sĩ quan                                   | Ứng viên sĩ quan                                   | Ứng viên sĩ quan                                   | Ứng viên sĩ quan                                   | Ứng viên sĩ quan                                   | Ứng viên sĩ quan                                   |
| Hải quân Hoàng gia Anh ·            |                                                |                                                |                                                    |                                              |                       |                       |                               |                               |                                   |                                   |                                                                         |                                                                         |                                                                                    |                                                    |                                                                               |                                                                               |                                                                                              |                                                                                              |                                                                                              |                                                                                              |                                                                                              |                                          |                                          |                                          |                                       |                                       |                                       |                                       |                                       |                                       | Không có tương đương                               | Không có tương đương                               | Không có tương đương                               | Không có tương đương                               | Không có tương đương                               | Không có tương đương                               |
| Hải quân Hoàng gia Anh ·            | Admiral of the Fleet                           | Admiral of the Fleet                           | Admiral                                            | Admiral                                      | Vice admiral          | Vice admiral          | Rear admiral                  | Rear admiral                  | Commodore                         | Commodore                         | Captain                                                                 | Captain                                                                 | Commander                                                                          | Commander                                          | Lieutenant commander                                                          | Lieutenant commander                                                          | Lieutenant                                                                                   | Lieutenant                                                                                   | Sub lieutenant                                                                               | Sub lieutenant                                                                               | Sub lieutenant                                                                               | Midshipman                               | Midshipman                               | Midshipman                               | Officer Cadet                         | Officer Cadet                         | Officer Cadet                         | Officer Cadet                         | Officer Cadet                         | Officer Cadet                         | Không có tương đương                               | Không có tương đương                               | Không có tương đương                               | Không có tương đương                               | Không có tương đương                               | Không có tương đương                               |
| Hải quân Hoàng gia Anh ·            | Đô đốc hạm đội                                 | Đô đốc hạm đội                                 | Đô đốc                                             | Đô đốc                                       | Phó đô đốc            | Phó đô đốc            | Chuẩn đô đốc                  | Chuẩn đô đốc                  | Đề đốc                            | Đề đốc                            | Thuyền trưởng                                                           | Thuyền trưởng                                                           | Chỉ huy                                                                            | Chỉ huy                                            | Phó chỉ huy                                                                   | Phó chỉ huy                                                                   | Thuyền phó                                                                                   | Thuyền phó                                                                                   | Thuyền phó cấp thấp                                                                          | Thuyền phó cấp thấp                                                                          | Thuyền phó cấp thấp                                                                          | Sĩ quan tập sự / Sĩ quan boong giữa      | Sĩ quan tập sự / Sĩ quan boong giữa      | Sĩ quan tập sự / Sĩ quan boong giữa      | Học viên sĩ quan                      | Học viên sĩ quan                      | Học viên sĩ quan                      | Học viên sĩ quan                      | Học viên sĩ quan                      | Học viên sĩ quan                      | Không có tương đương                               | Không có tương đương                               | Không có tương đương                               | Không có tương đương                               | Không có tương đương                               | Không có tương đương                               |
| Thủy quân lục chiến Hoàng gia Anh · |                                                |                                                |                                                    |                                              |                       |                       |                               |                               |                                   |                                   |                                                                         |                                                                         |                                                                                    |                                                    |                                                                               |                                                                               |                                                                                              |                                                                                              |                                                                                              |                                                                                              |                                                                                              |                                          |                                          |                                          |                                       |                                       |                                       |                                       |                                       |                                       | Không có tương đương                               | Không có tương đương                               | Không có tương đương                               | Không có tương đương                               | Không có tương đương                               | Không có tương đương                               |
| Thủy quân lục chiến Hoàng gia Anh · | Captain General Royal Marines                  | Captain General Royal Marines                  | General                                            | General                                      | Lieutenant-general    | Lieutenant-general    | Major-general                 | Major-general                 | Brigadier                         | Brigadier                         | Colonel                                                                 | Colonel                                                                 | Lieutenant colonel                                                                 | Lieutenant colonel                                 | Major                                                                         | Major                                                                         | Captain                                                                                      | Captain                                                                                      | Lieutenant                                                                                   | Lieutenant                                                                                   | Lieutenant                                                                                   | Second lieutenant                        | Second lieutenant                        | Second lieutenant                        | Officer cadet                         | Officer cadet                         | Officer cadet                         | Officer cadet                         | Officer cadet                         | Officer cadet                         | Không có tương đương                               | Không có tương đương                               | Không có tương đương                               | Không có tương đương                               | Không có tương đương                               | Không có tương đương                               |
| Thủy quân lục chiến Hoàng gia Anh · | Trưởng tướng Thủy quân lục chiến Hoàng gia Anh | Trưởng tướng Thủy quân lục chiến Hoàng gia Anh | Đại tướng                                          | Đại tướng                                    | Trung tướng           | Trung tướng           | Thiếu tướng                   | Thiếu tướng                   | Lữ đoàn trưởng                    | Lữ đoàn trưởng                    | Đại tá                                                                  | Đại tá                                                                  | Trung tá                                                                           | Trung tá                                           | Thiếu tá                                                                      | Thiếu tá                                                                      | Đại úy                                                                                       | Đại úy                                                                                       | Trung úy                                                                                     | Trung úy                                                                                     | Trung úy                                                                                     | Thiếu úy                                 | Thiếu úy                                 | Thiếu úy                                 | Học viên sĩ quan                      | Học viên sĩ quan                      | Học viên sĩ quan                      | Học viên sĩ quan                      | Học viên sĩ quan                      | Học viên sĩ quan                      | Không có tương đương                               | Không có tương đương                               | Không có tương đương                               | Không có tương đương                               | Không có tương đương                               | Không có tương đương                               |
| Hải quân Hoa Kỳ ·                   |                                                |                                                |                                                    |                                              |                       |                       |                               |                               |                                   |                                   |                                                                         |                                                                         |                                                                                    |                                                    |                                                                               |                                                                               |                                                                                              |                                                                                              |                                                                                              |                                                                                              |                                                                                              |                                          |                                          |                                          | (Nhiều phù hiệu)                      | (Nhiều phù hiệu)                      | (Nhiều phù hiệu)                      | (Nhiều phù hiệu)                      | (Nhiều phù hiệu)                      | (Nhiều phù hiệu)                      | Không có tương đương                               | Không có tương đương                               | Không có tương đương                               | Không có tương đương                               | Không có tương đương                               | Không có tương đương                               |
| Hải quân Hoa Kỳ ·                   | Fleet admiral                                  | Fleet admiral                                  | Admiral                                            | Admiral                                      | Vice admiral          | Vice admiral          | Rear admiral                  | Rear admiral                  | Rear admiral (lower half)         | Rear admiral (lower half)         | Captain                                                                 | Captain                                                                 | Commander                                                                          | Commander                                          | Lieutenant commander                                                          | Lieutenant commander                                                          | Lieutenant                                                                                   | Lieutenant                                                                                   | Lieutenant (junior grade)                                                                    | Lieutenant (junior grade)                                                                    | Lieutenant (junior grade)                                                                    | Ensign                                   | Ensign                                   | Ensign                                   | Midshipman / Officer candidate        | Midshipman / Officer candidate        | Midshipman / Officer candidate        | Midshipman / Officer candidate        | Midshipman / Officer candidate        | Midshipman / Officer candidate        | Không có tương đương                               | Không có tương đương                               | Không có tương đương                               | Không có tương đương                               | Không có tương đương                               | Không có tương đương                               |
| Hải quân Hoa Kỳ ·                   | Đô đốc hạm đội                                 | Đô đốc hạm đội                                 | Đô đốc                                             | Đô đốc                                       | Phó đô đốc            | Phó đô đốc            | Chuẩn đô đốc                  | Chuẩn đô đốc                  | Chuẩn đô đốc (nửa dưới)           | Chuẩn đô đốc (nửa dưới)           | Hạm trưởng                                                              | Hạm trưởng                                                              | Chỉ huy                                                                            | Chỉ huy                                            | Phó chỉ huy                                                                   | Phó chỉ huy                                                                   | Hạm phó                                                                                      | Hạm phó                                                                                      | Hạm phó (cấp thấp)                                                                           | Hạm phó (cấp thấp)                                                                           | Hạm phó (cấp thấp)                                                                           | Hiệu kì                                  | Hiệu kì                                  | Hiệu kì                                  | Sĩ quan boong giữa / Ứng viên sĩ quan | Sĩ quan boong giữa / Ứng viên sĩ quan | Sĩ quan boong giữa / Ứng viên sĩ quan | Sĩ quan boong giữa / Ứng viên sĩ quan | Sĩ quan boong giữa / Ứng viên sĩ quan | Sĩ quan boong giữa / Ứng viên sĩ quan | Không có tương đương                               | Không có tương đương                               | Không có tương đương                               | Không có tương đương                               | Không có tương đương                               | Không có tương đương                               |
| Thủy quân lục chiến Hoa Kỳ ·        | Không có tương đương                           | Không có tương đương                           |                                                    |                                              |                       |                       |                               |                               |                                   |                                   |                                                                         |                                                                         |                                                                                    |                                                    |                                                                               |                                                                               |                                                                                              |                                                                                              |                                                                                              |                                                                                              |                                                                                              |                                          |                                          |                                          | (Nhiều phù hiệu)                      | (Nhiều phù hiệu)                      | (Nhiều phù hiệu)                      | (Nhiều phù hiệu)                      | (Nhiều phù hiệu)                      | (Nhiều phù hiệu)                      | Không có tương đương                               | Không có tương đương                               | Không có tương đương                               | Không có tương đương                               | Không có tương đương                               | Không có tương đương                               |
| Thủy quân lục chiến Hoa Kỳ ·        | Không có tương đương                           | Không có tương đương                           | General                                            | General                                      | Lieutenant general    | Lieutenant general    | Major general                 | Major general                 | Brigadier general                 | Brigadier general                 | Colonel                                                                 | Colonel                                                                 | Lieutenant colonel                                                                 | Lieutenant colonel                                 | Major                                                                         | Major                                                                         | Captain                                                                                      | Captain                                                                                      | First lieutenant                                                                             | First lieutenant                                                                             | First lieutenant                                                                             | Second lieutenant                        | Second lieutenant                        | Second lieutenant                        | Midshipman / Officer candidate        | Midshipman / Officer candidate        | Midshipman / Officer candidate        | Midshipman / Officer candidate        | Midshipman / Officer candidate        | Midshipman / Officer candidate        | Không có tương đương                               | Không có tương đương                               | Không có tương đương                               | Không có tương đương                               | Không có tương đương                               | Không có tương đương                               |
| Thủy quân lục chiến Hoa Kỳ ·        | Không có tương đương                           | Không có tương đương                           | Đại tướng                                          | Đại tướng                                    | Trung tướng           | Trung tướng           | Thiếu tướng                   | Thiếu tướng                   | Tướng Lữ đoàn                     | Tướng Lữ đoàn                     | Đại tá                                                                  | Đại tá                                                                  | Trung tá                                                                           | Trung tá                                           | Thiếu tá                                                                      | Thiếu tá                                                                      | Đại úy                                                                                       | Đại úy                                                                                       | Trung úy                                                                                     | Trung úy                                                                                     | Trung úy                                                                                     | Thiếu úy                                 | Thiếu úy                                 | Thiếu úy                                 | Sĩ quan boong giữa / Ứng viên sĩ quan | Sĩ quan boong giữa / Ứng viên sĩ quan | Sĩ quan boong giữa / Ứng viên sĩ quan | Sĩ quan boong giữa / Ứng viên sĩ quan | Sĩ quan boong giữa / Ứng viên sĩ quan | Sĩ quan boong giữa / Ứng viên sĩ quan | Không có tương đương                               | Không có tương đương                               | Không có tương đương                               | Không có tương đương                               | Không có tương đương                               | Không có tương đương                               |
| Tuần duyên Hoa Kỳ ·                 | Không có tương đương                           | Không có tương đương                           |                                                    |                                              |                       |                       |                               |                               |                                   |                                   |                                                                         |                                                                         |                                                                                    |                                                    |                                                                               |                                                                               |                                                                                              |                                                                                              |                                                                                              |                                                                                              |                                                                                              |                                          |                                          |                                          | Various                               | Various                               | Various                               | Various                               | Various                               | Various                               | Không có tương đương                               | Không có tương đương                               | Không có tương đương                               | Không có tương đương                               | Không có tương đương                               | Không có tương đương                               |
| Tuần duyên Hoa Kỳ ·                 | Không có tương đương                           | Không có tương đương                           | Admiral                                            | Admiral                                      | Vice admiral          | Vice admiral          | Rear admiral                  | Rear admiral                  | Rear admiral (lower half)         | Rear admiral (lower half)         | Captain                                                                 | Captain                                                                 | Commander                                                                          | Commander                                          | Lieutenant commander                                                          | Lieutenant commander                                                          | Lieutenant                                                                                   | Lieutenant                                                                                   | Lieutenant (junior grade)                                                                    | Lieutenant (junior grade)                                                                    | Lieutenant (junior grade)                                                                    | Ensign                                   | Ensign                                   | Ensign                                   | Midshipman / Officer candidate        | Midshipman / Officer candidate        | Midshipman / Officer candidate        | Midshipman / Officer candidate        | Midshipman / Officer candidate        | Midshipman / Officer candidate        | Không có tương đương                               | Không có tương đương                               | Không có tương đương                               | Không có tương đương                               | Không có tương đương                               | Không có tương đương                               |
| Tuần duyên Hoa Kỳ ·                 | Không có tương đương                           | Không có tương đương                           | Đô đốc                                             | Đô đốc                                       | Phó đô đốc            | Phó đô đốc            | Chuẩn đô đốc                  | Chuẩn đô đốc                  | Chuẩn đô đốc (nửa dưới)           | Chuẩn đô đốc (nửa dưới)           | Hạm trưởng                                                              | Hạm trưởng                                                              | Chỉ huy                                                                            | Chỉ huy                                            | Phó chỉ huy                                                                   | Phó chỉ huy                                                                   | Hạm phó                                                                                      | Hạm phó                                                                                      | Hạm phó (cấp thấp)                                                                           | Hạm phó (cấp thấp)                                                                           | Hạm phó (cấp thấp)                                                                           | Hiệu kì                                  | Hiệu kì                                  | Hiệu kì                                  | Sĩ quan boong giữa / Ứng viên sĩ quan | Sĩ quan boong giữa / Ứng viên sĩ quan | Sĩ quan boong giữa / Ứng viên sĩ quan | Sĩ quan boong giữa / Ứng viên sĩ quan | Sĩ quan boong giữa / Ứng viên sĩ quan | Sĩ quan boong giữa / Ứng viên sĩ quan | Không có tương đương                               | Không có tương đương                               | Không có tương đương                               | Không có tương đương                               | Không có tương đương                               | Không có tương đương                               |
| Mã NATO                             | OF-10                                          | OF-10                                          | OF-9                                               | OF-9                                         | OF-8                  | OF-8                  | OF-7                          | OF-7                          | OF-6                              | OF-6                              | OF-5                                                                    | OF-5                                                                    | OF-4                                                                               | OF-4                                               | OF-3                                                                          | OF-3                                                                          | OF-2                                                                                         | OF-2                                                                                         | OF-1                                                                                         | OF-1                                                                                         | OF-1                                                                                         | OF-1                                     | OF-1                                     | OF-1                                     | OF(D)                                 | OF(D)                                 | OF(D)                                 | OF(D)                                 | OF(D)                                 | OF(D)                                 | Học viên sĩ quan                                   | Học viên sĩ quan                                   | Học viên sĩ quan                                   | Học viên sĩ quan                                   | Học viên sĩ quan                                   | Học viên sĩ quan                                   |
| Nhóm cấp bậc                        | Cấp tướng                                      | Cấp tướng                                      | Cấp tướng                                          | Cấp tướng                                    | Cấp tướng             | Cấp tướng             | Cấp tướng                     | Cấp tướng                     | Cấp tướng                         | Cấp tướng                         | Cấp tá                                                                  | Cấp tá                                                                  | Cấp tá                                                                             | Cấp tá                                             | Cấp tá                                                                        | Cấp tá                                                                        | Cấp úy                                                                                       | Cấp úy                                                                                       | Cấp úy                                                                                       | Cấp úy                                                                                       | Cấp úy                                                                                       | Cấp úy                                   | Cấp úy                                   | Cấp úy                                   | Ứng viên sĩ quan                      | Ứng viên sĩ quan                      | Ứng viên sĩ quan                      | Ứng viên sĩ quan                      | Ứng viên sĩ quan                      | Ứng viên sĩ quan                      | Ứng viên sĩ quan                                   | Ứng viên sĩ quan                                   | Ứng viên sĩ quan                                   | Ứng viên sĩ quan                                   | Ứng viên sĩ quan                                   | Ứng viên sĩ quan                                   |

## Quân nhân chuyên nghiệp (WO-1 – 5)
Quân nhân chuyên nghiệp xếp hạng dưới sĩ quan và hạ sĩ quan. Tại Hoa Kỳ, Trưởng quân nhân chuyên nghiệp được xem là sĩ quan.
WO chỉ được sử dụng cho quân nhân chuyên nghiệp Hoa Kỳ. Các quốc gia không được liệt kê chỉ sử dụng cấp bậc sĩ quan thông thường, không có cấp quân nhân chuyên nghiệp, hoặc quân nhân chuyên nghiệp được coi là OR (Hạ sĩ quan, binh sĩ).
| Mã NATO                          | WO-5                             | WO-5                             | WO-4                             | WO-4                             | WO-3                             | WO-3                             | WO-2                             | WO-2                             | WO-1                      | WO-1                 |
| -------------------------------- | -------------------------------- | -------------------------------- | -------------------------------- | -------------------------------- | -------------------------------- | -------------------------------- | -------------------------------- | -------------------------------- | ------------------------- | -------------------- |
| Hải quân Hoa Kỳ ·                |                                  |                                  |                                  |                                  |                                  |                                  |                                  |                                  |                           |                      |
| Chief warrant officer 5          | Chief warrant officer 5          | Chief warrant officer 4          | Chief warrant officer 4          | Chief warrant officer 3          | Chief warrant officer 3          | Chief warrant officer 2          | Chief warrant officer 2          | Warrant officer 1                | Warrant officer 1         |                      |
| Trưởng quân nhân chuyên nghiệp 5 | Trưởng quân nhân chuyên nghiệp 5 | Trưởng quân nhân chuyên nghiệp 4 | Trưởng quân nhân chuyên nghiệp 4 | Trưởng quân nhân chuyên nghiệp 3 | Trưởng quân nhân chuyên nghiệp 3 | Trưởng quân nhân chuyên nghiệp 2 | Trưởng quân nhân chuyên nghiệp 2 | Quân nhân chuyên nghiệp 1        | Quân nhân chuyên nghiệp 1 |                      |
| Thủy quân lục chiến Hoa Kỳ ·     |                                  |                                  |                                  |                                  |                                  |                                  |                                  |                                  |                           |                      |
| Chief warrant officer 5          | Chief warrant officer 5          | Chief warrant officer 4          | Chief warrant officer 4          | Chief warrant officer 3          | Chief warrant officer 3          | Chief warrant officer 2          | Chief warrant officer 2          | Warrant officer 1                | Warrant officer 1         |                      |
| Trưởng quân nhân chuyên nghiệp 5 | Trưởng quân nhân chuyên nghiệp 5 | Trưởng quân nhân chuyên nghiệp 4 | Trưởng quân nhân chuyên nghiệp 4 | Trưởng quân nhân chuyên nghiệp 3 | Trưởng quân nhân chuyên nghiệp 3 | Trưởng quân nhân chuyên nghiệp 2 | Trưởng quân nhân chuyên nghiệp 2 | Quân nhân chuyên nghiệp 1        | Quân nhân chuyên nghiệp 1 |                      |
| Tuần duyên Hoa Kỳ ·              | Không có tương đương             | Không có tương đương             |                                  |                                  |                                  |                                  |                                  |                                  | Không có tương đương      | Không có tương đương |
| Tuần duyên Hoa Kỳ ·              | Không có tương đương             | Không có tương đương             | Chief warrant officer 4          | Chief warrant officer 4          | Chief warrant officer 3          | Chief warrant officer 3          | Chief warrant officer 2          | Chief warrant officer 2          | Không có tương đương      | Không có tương đương |
| Tuần duyên Hoa Kỳ ·              | Không có tương đương             | Không có tương đương             | Trưởng quân nhân chuyên nghiệp 4 | Trưởng quân nhân chuyên nghiệp 4 | Trưởng quân nhân chuyên nghiệp 3 | Trưởng quân nhân chuyên nghiệp 3 | Trưởng quân nhân chuyên nghiệp 2 | Trưởng quân nhân chuyên nghiệp 2 | Không có tương đương      | Không có tương đương |
| Mã NATO                          | WO-5                             | WO-5                             | WO-4                             | WO-4                             | WO-3                             | WO-3                             | WO-2                             | WO-2                             | WO-1                      | WO-1                 |

## Hạ sĩ quan, binh lính (OR 1–9)
Bảng này hiển thị cấp bậc và cấp hiệu của hạ sĩ quan và thủy thủ trong hải quân của các quốc gia thành viên NATO. NATO duy trì một "thang xếp hạng tiêu chuẩn" nhằm cố gắng so sánh cấp bậc quân sự của mọi quốc gia thành viên với các cấp bậc tương ứng được các thành viên khác sử dụng. Việc phân loại cấp bậc được thiết lập trong tài liệu STANAG 2116, có tiêu đề chính thức là NATO Codes for Grades of Military Personnel (Mã cấp bậc quân sự của NATO).
|                      |                        |                      |
| Capo di prima classe | Capo di seconda classe | Capo di terza classe |
| Thủy sư hạng nhất    | Thủy sư hạng nhì       | Thủy sư hạng ba      |

|                    |                     |                           |                             |                           |
| Sottocapo aiutante | Sottocapo scelto    | Sottocapo di prima classe | Sottocapo di seconda classe | Sottocapo di terza classe |
| Phó thủy sư phụ tá | Phó thủy sư cao cấp | Phó thủy sư hạng nhất     | Phó thủy sư hạng nhì        | Phó thủy sư hạng ba       |